# Llista de teatres d'òpera
La següent llista de teatres d'òpera es presenta per continents i per país, amb el nom de l'òpera i de la ciutat. De vegades s'esmenta també la companyia d'òpera resident per a major claredat.

## Àfrica

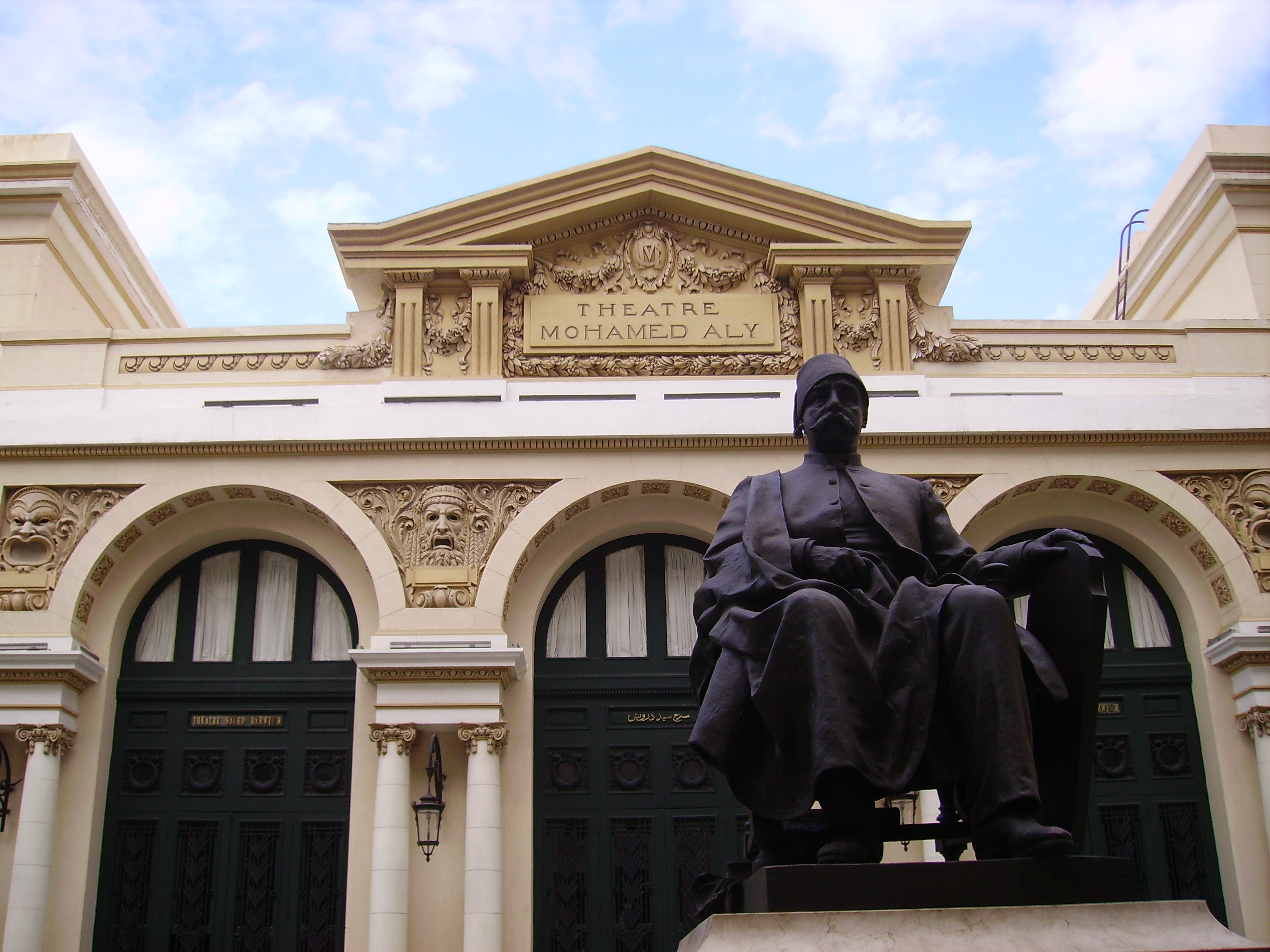
Teatre Sayed Darwish, Alexandria

### Egipte
- Òpera del Caire, El Caire
- Teatre Sayed Darwish (Companyia d'Òpera del Caire) (antic Teatre Mohamed Aly), Alexandria
- Teatre de Damanhur, Damanhur
- Khedivial Opera House, El Caire

### Sud-àfrica
- Artscape Opera House (Cape Town Opera Company), Ciutat del Cap
- Johannesburg Civic Theatre
- Pretoria State Theatre

## Amèrica

### Argentina
- Teatro Colón, Buenos Aires
- Teatro Argentino, La Plata
- Teatro Avenida, Buenos Aires[1]
- Teatro Libertador General San Martin, Córdoba
- Teatro Independencia, Mendoza
- Teatro El Círculo, Rosario[2]
- Teatro Municipal, Santa Fe
- Teatro Alberdi, San Miguel Tucumán
- Teatro San Martin, San Miguel Tucumán

### Brasil
- Teatro Amazonas, Manaus
- Teatro Arthur Azevedo, São Luís
- Teatro da Paz, Belém
- Teatro José de Alencar, Fortaleza
- Teatro Santa Isabel, Recife
- Teatro Municipal, Rio de Janeiro
- Theatro Municipal, São Paulo
- Teatro Municipal, São João da Boa Vista
- Teatro Municipal, Santos
- Ópera de Arame, Curitiba
- Teatro São Pedro, São Paulo
- Ópera d'Arame, Curitiba
- Teatro Pedro II, Ribeirão Preto
- Teatro São Pedro, Porto Alegre

### Canadà
- Four Seasons Centre for the Performing Arts (Canadian Opera Company), Toronto, Ontario
- Manitoba Centennial Concert Hall, Manitoba Opera, Winnipeg, Manitoba
- Northern Alberta Jubilee Auditorium, (Edmonton Opera), Edmonton, Alberta
- Opera Lyra Ottawa Ottawa, Ontario
- Salle Wilfrid-Pelletier, és una sala multifuncions del Place des Arts, (Montréal Opera), Mont-real, Quebec
- Southam Hall, National Arts Centre,
- Southern Alberta Jubilee Auditorium, (Calgary Opera), Calgary, Alberta
- Queen Elizabeth Theatre, (Vancouver Opera), Vancouver, Colúmbia Britànica

### Colòmbia
- Teatro de Cristóbal Colón, Bogotà
- Teatro Mayor Julio Mario Santo Domingo Bogotà
- Teatro Jorge Isaacs, Santiago de Cali
- Teatro Municipal, Santiago de Cali
- Teatro Heredia Adolfo Mejía, Cartagena
- Teatro Metropolitano, Medellín

### Costa Rica
- Teatro Nacional de Costa Rica, San José

### Cuba
- Gran Teatro de La Habana, l'Havana
- Teatro Sauto, Matanzas

### El Salvador
- Teatro Nacional de El Salvador, San Salvador

### Estats Units

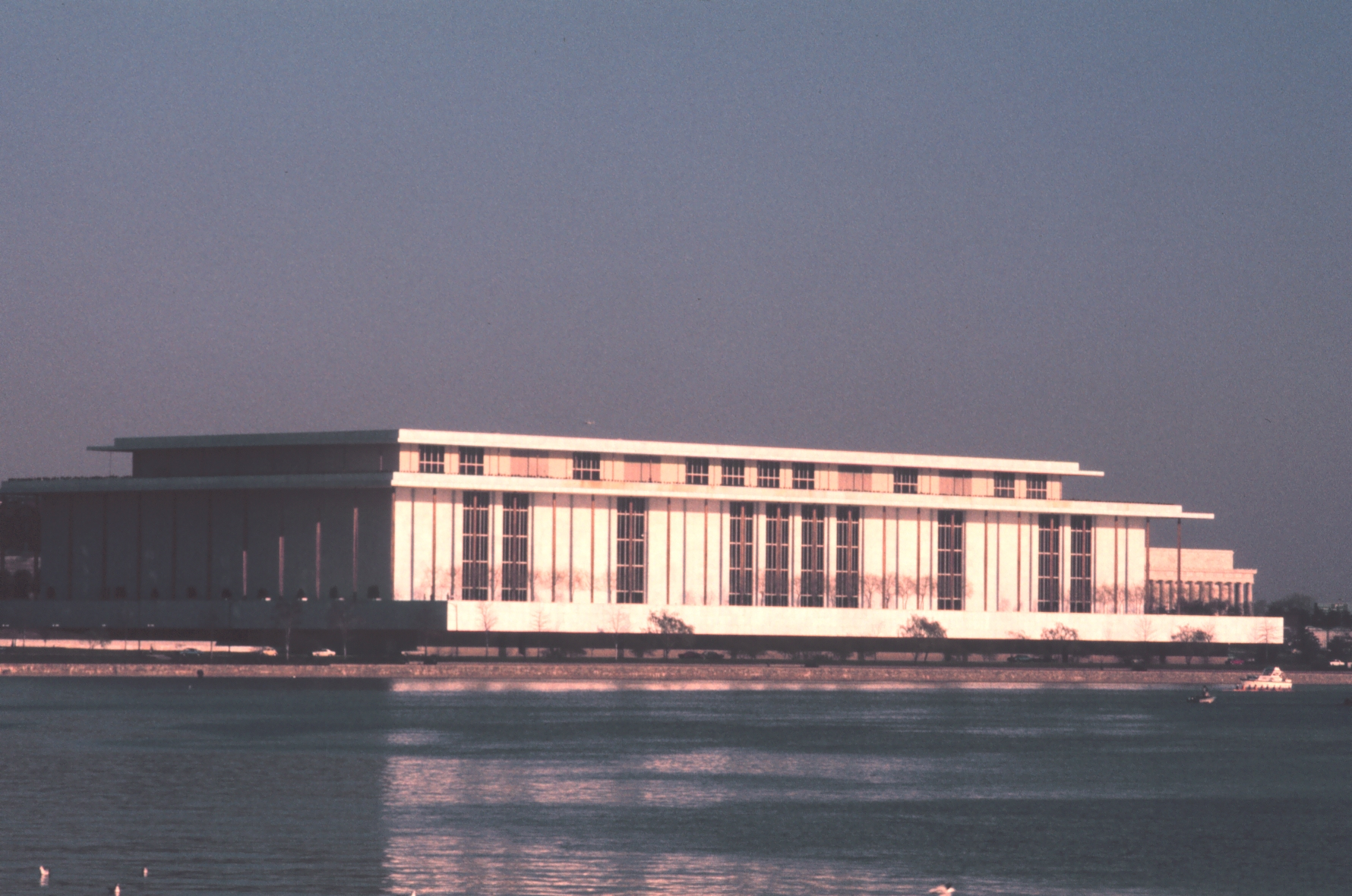
The Kennedy Center, Washington, DC, vist des del riu Potomac

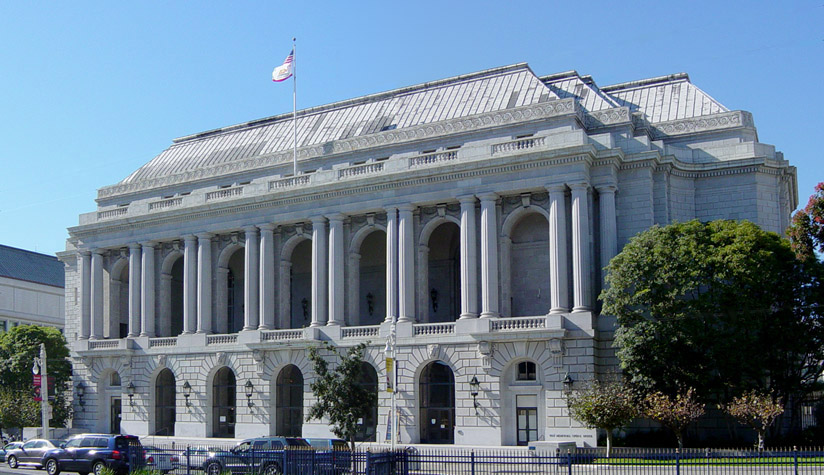
San Francisco War Memorial Opera House

- Academy of Music (Opera Company of Philadelphia), Filadèlfia, Pennsilvània
- Bass Performance Hall (Fort Worth Opera), Fort Worth, Texas
- Benedum Center (Pittsburgh Opera), Pittsburgh, Pennsilvània
- Boston Opera House (1909), Boston, Massachusetts
- Boston Opera House (1980), Boston, Massachusetts
- Brown Theater, Wortham Theater Center (Houston Grand Opera), Houston, Texas
- California Theater, (Opera San Jose), San José (Califòrnia)
- Carpenter Theater (Virginia Opera), Richmond, Virgínia
- Central City Opera House (Central City Opera), Central City, Colorado
- Civic Opera House (Lyric Opera of Chicago), Chicago, Illinois
- Clowes Memorial Hall, (Indianapolis Opera), Indianapolis, Indiana
- Cobb Energy Performing Arts Centre, Atlanta, Geòrgia
- Crosby Theatre (Santa Fe Opera), Santa Fe (Nou Mèxic)
- Detroit Opera House (Michigan Opera Theater), Detroit, Michigan
- Dicapo Opera Theatre (Dicapo Opera), Nova York
- Dorothy Chandler Pavilion (Los Angeles Opera), Los Angeles, Califòrnia
- Duchamp Opera House (1830) (Le Petit Paris), St. Martinville, Louisiana
- Ellie Caulkins Opera House (Opera Colorado), Denver, Colorado
- Harrison Opera House (Virginia Opera), Norfolk, Virgínia
- Howard Gilman Opera House, Brooklyn Academy of Music, Brooklyn, Nova York[3][4]
- Kennedy Center for the Performing Arts Opera House (Washington National Opera), Washington DC
- Lyric Opera House (Baltimore Opera), Baltimore, Maryland
- Marcus Center (Florentine Opera), Milwaukee, Wisconsin
- McCaw Hall (Seattle Opera), Seattle, Estat de Washington
- Mercury Opera House, Rochester (Nova York)
- Metropolitan Opera House (Metropolitan Opera), Nova York
- Moores Opera House (Moores School of Music,[5] University of Houston),[6] Houston, Texas
- Music Hall (Cincinnati Opera), Cincinnati, Ohio
- New York State Theater (New York City Opera), Nova York
- Newberry Opera House (South Carolina Opera and Asheville Lyric Opera), Newberry, Carolina del Sud
- Sarasota Opera House (Sarasota Opera), Sarasota, Florida
- War Memorial Opera House (San Francisco Opera), San Francisco, Califòrnia
- Segerstrom Hall (Opera Pacific), Costa Mesa, Califòrnia
- Peabody Opera House, St. Louis, Mo.
- Winspear Opera House (Dallas Opera), Dallas, Texas
- Ziff Ballet Opera House, Miami

### Mèxic
- Palau de Belles Arts, Ciutat de Mèxic
- Teatro Degollado, Guadalajara
- Teatro Aguascalientes, Aguascalientes

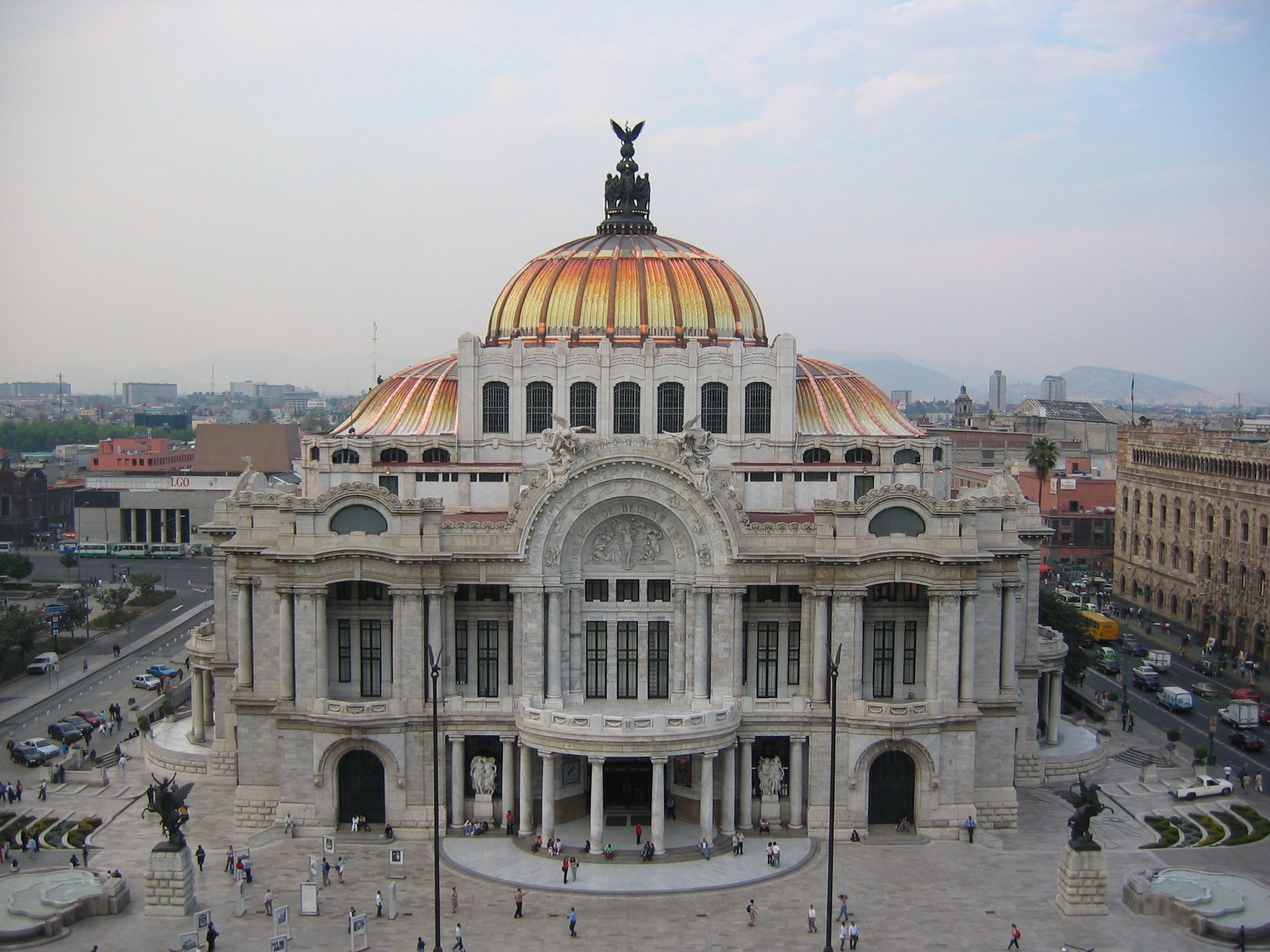
Palau de Belles Arts, Ciutat de Mèxic

### Uruguai
- Teatro Solís, Montevideo

### Veneçuela
- Complejo Cultural Teresa Carreño, Caracas

### Xile
- Teatro Municipal, Santiago de Xile[7]

## Àsia i Oceania

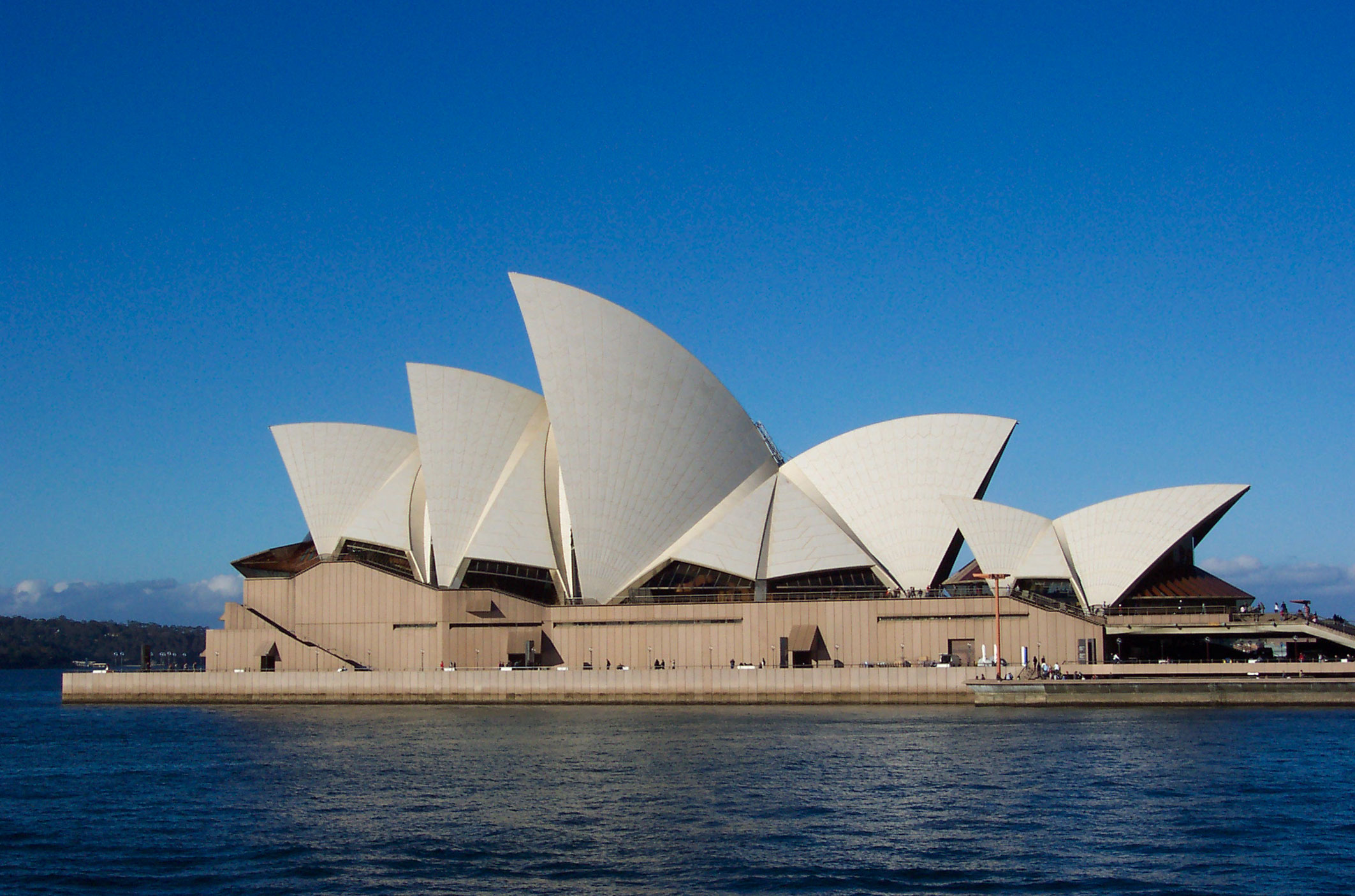
The Sydney Opera House.

### Austràlia
- Sydney Opera House, (Opera Australia), Sydney
- State Theatre, The Arts Centre (també conegut com a Victorian Arts Centre), (Opera Australia), Melbourne
- Lyric Theatre, Queensland Performing Arts Centre, Brisbane
- Adelaide Festival Centre, Adelaida, Austràlia Meridional
- His Majesty's Theatre, Perth, Austràlia Occidental
- Theatre Royal, Hobart, Tasmània
- Canberra Theatre, Canberra

### Corea del Sud
- Òpera de Daegu, Daegu
- Teatre Nacional de Corea, Seül
- Òpera del Centre de les Arts de Seül, Seül
- Centre de les Arts de Seongnam, Seongnam

### Filipines
- Centre Cultural de les Filipines, Manila
- Gran Òpera de Manila - teatre històric, actualment ensorrat

### Índia
- Royal Opera House (Mumbai)

### Indonesia
- Symphonia, Jakarta
- Sala de Concerts Usmar Ismail, Jakarta
- Sala de Teatre Taman Ismail Marzuki, Jakarta

### Israel
- Centre de les Arts Escèniques, Tel-Aviv (Israeli Opera)

### Japó
- Bunkamura Orchard Hall, Tòquio
- NHK Hall, Tòquio
- New National Theatre (NNTT), Tòquio
- Tòquio Bunka Kaikan, Tòquio
- Aichi Arts Centre, Nagoya
- Biwako Hall, Otsu, Shiga
- Kanagawa Kenmin Hall, Yokohama
- Yokosuka Arts Theatre, Yokosuka

### Kazakhstan
- Palau de la Pau i la Reconciliació, Astanà

### Malaisia

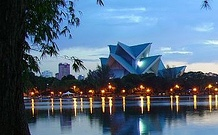
Palau de la Culture (Istana Budaya), Kuala Lumpur

- Palau de la Cultura (Istana Budaya), Kuala Lumpur

### Mongòlia
- Teatre Nacional Acadèmic d'Òpera i Ballet de Mongòlia, Ulaanbaatar

### Nova Zelanda
- St. James Theatre and Opera House, Wellington
- Oamaru Opera House, Oamaru[8]

### Singapur
- Esplanade - Theatres on the Bay, Singapur
- Victoria Theatre & Concert Hall, Singapur

### Tailàndia
- Centre Cultural de Tailàndia, Bangkok

### Uzbekistan
- Teatre Bolshoi d'Òpera i Ballet d'Uzbekistan, Taixkent

### Vietnam
- Òpera de Hanoi, Hanoi

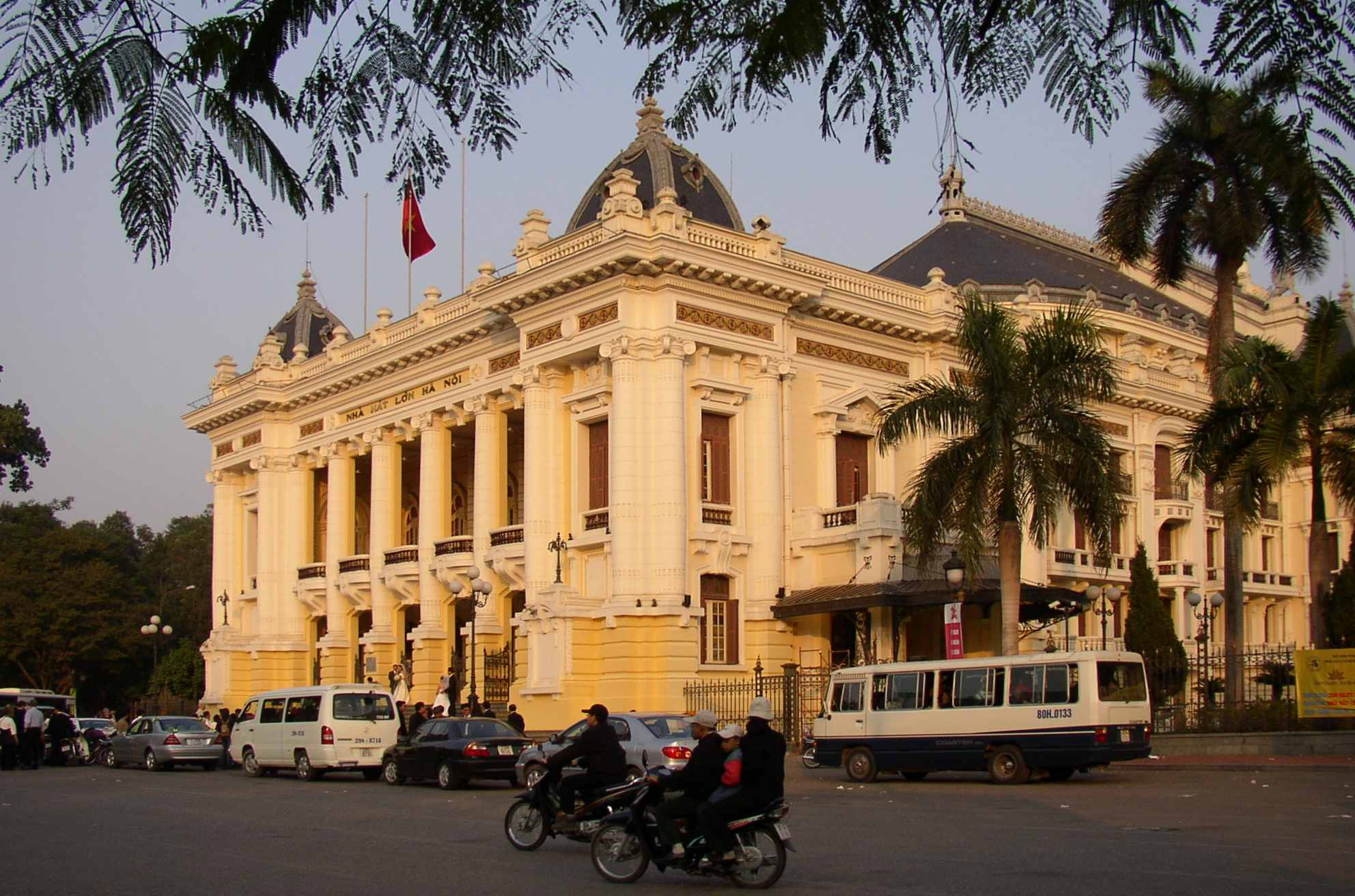
Òpera de Hanoi

- Òpera de Saigon, Ciutat Ho Chi Minh

### Xina
- Gran Teatre Nacional de la Xina, Pequín
- Teatre del Segle (Century Theatre), Pequín
- Teatre Poly, Pequín
- Òpera de l'Exèrcit Popular d'Alliberament, Pequín
- Zhengyici-xi-lou, Òpera de Beijing, Pequín
- Gran Teatre de Xangai, Xangai
- Sala d'Òpera Oriental del Centre d'Art Oriental de Xangai, Xangai
- Gran Teatre de Hangzhou, Hangzhou
- Teatre d'Òpera de Harbin, Harbin

## Europa

### Albània
- Teatri i Operas dhe Baletit, Tirana

### Alemanya
- Aalto-Theater, Essen

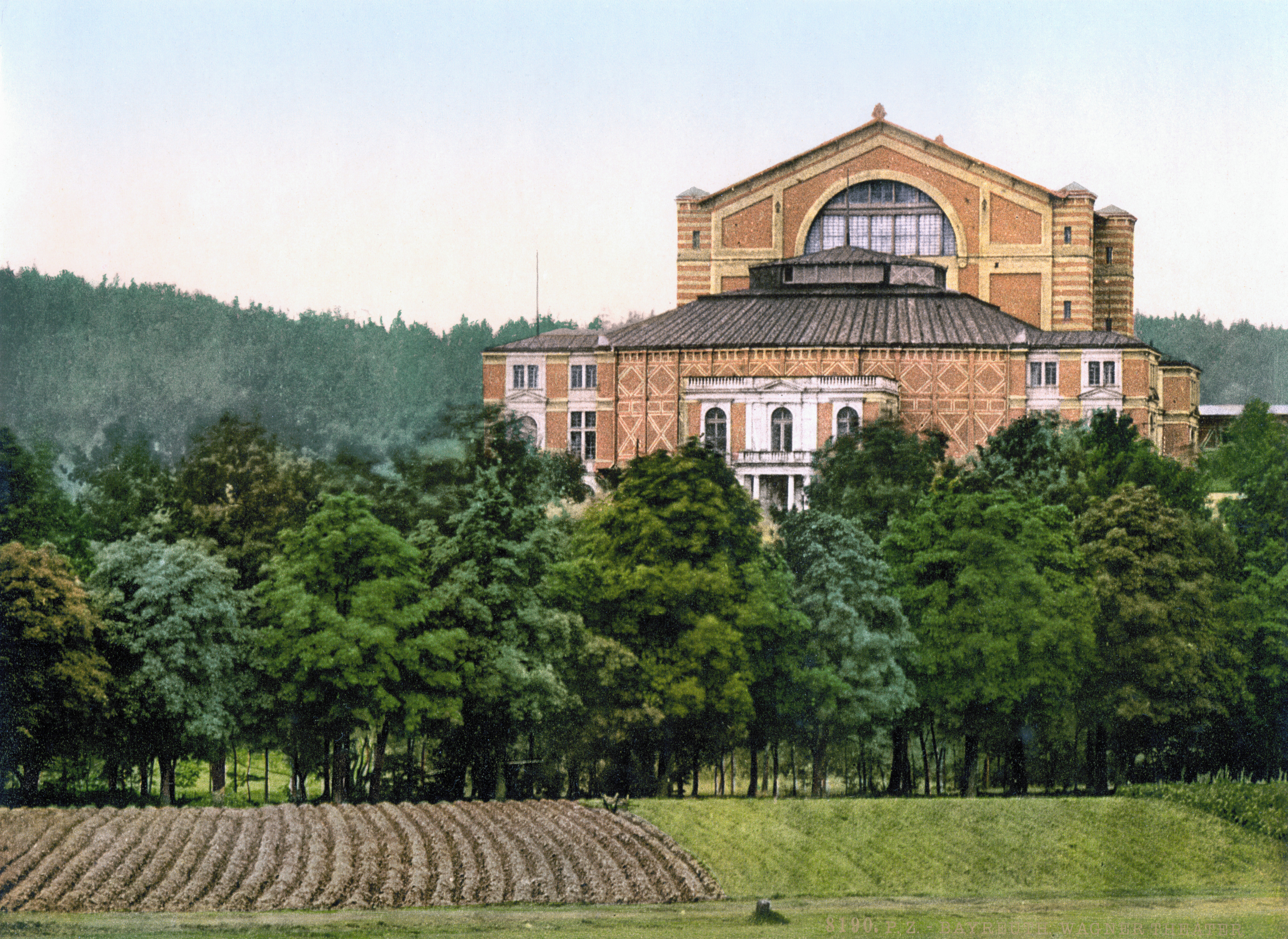
Bayreuth Festspielhaus de Richard Wagner, Vers 1900

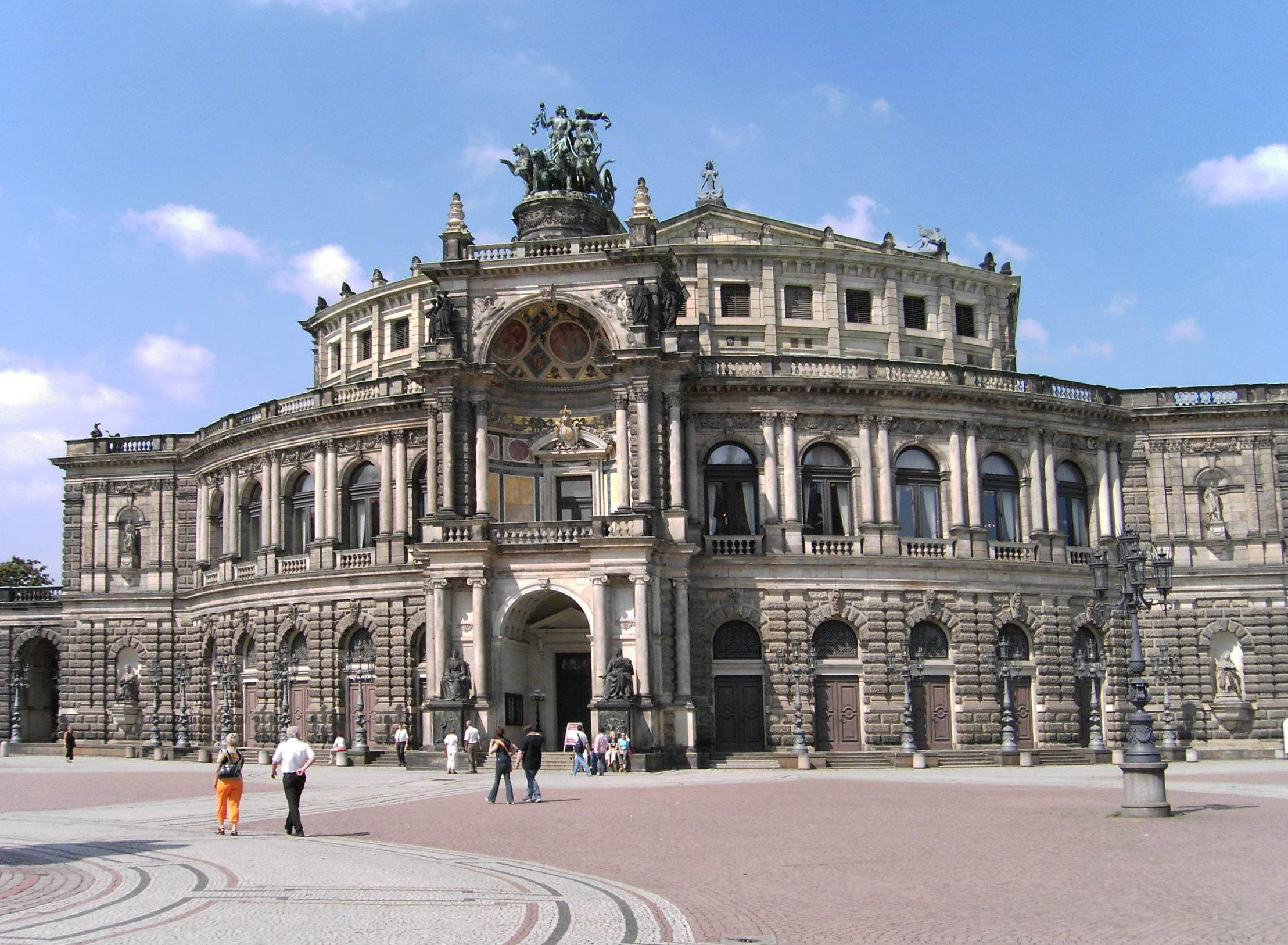
El Semperoper a Dresden

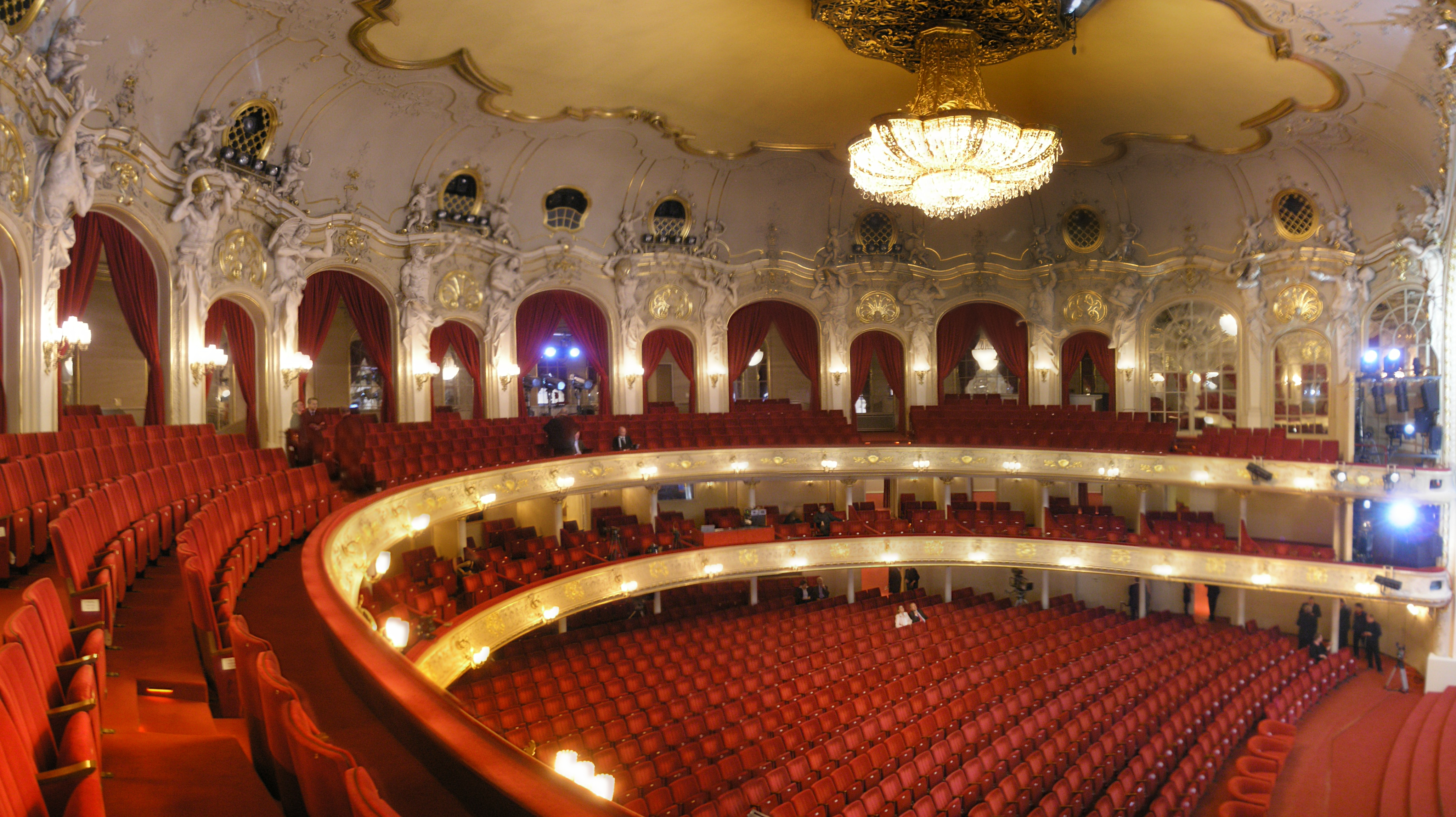
Interior de la Komische Oper a Berlín

- Alte Oper (Antiga Òpera), Frankfurt
- Anhaltisches Theater (Teatre d'Anhalt), Dessau
- Badisches Staatstheater Karlsruhe (Teatre Estatal de Baden de Karlsruhe), Karlsruhe
- Festspielhaus de Bayreuth (Casa del Festival de Bayreuth), Bayreuth
- Òpera de Chemnitz, Chemnitz
- Òpera de Colònia, Colònia
- Teatre Cuvilliés (Altes Residenztheater), Múnic
- Deutsche Oper am Rhein Òpera alemanya del Rin, Düsseldorf
- Deutsches Nationaltheater Weimar, Weimar
- Dortmund Opera, Dortmund
- Deutsche Oper Berlin (Òpera Alemanya de Berlin), Berlín
- Festspielhaus Baden-Baden (Casa del Festival de Baden-Baden), Baden-Baden
- Opernhaus Halle, Halle
- Hessisches Staatstheater Wiesbaden, Wiesbaden
- Opernhaus Kiel, Kiel
- Komische Oper Berlin (Òpera Còmica de Berlín), Berlín
- Krolloper (destruïda el 1943), Berlín
- Landestheater Altenburg, Altenburg
- Markgräfliches Opernhaus, Bayreuth
- Meininger Theater, Meiningen
- Musiktheater im Revier, Gelsenkirchen
- Nationaltheater Mannheim, Mannheim
- Teatre Nacional de Múnic (Òpera de l'Estat de Baviera), Múnic
- Oldenburgisches Staatstheater, Oldenburg
- Oper Frankfurt (Òpera de Frankfurt), Frankfurt
- Opernhaus Leipzig (Òpera de Leipzig), Leipzig
- Opernhaus Düsseldorf, Düsseldorf
- Opernhaus Wuppertal, Wuppertal
- Prinzregententheater, Múnic
- Saarländisches Staatstheater, Saarbrücken
- Semperoper (Sächsische Staatskapelle Dresden), Dresden
- Staatsoper Hamburg, òpera de l'estat d'Hamburg
- Staatsoper Hannover, Hannover
- Staatsoper Unter den Linden, Berlín
- Staatstheater am Gärtnerplatz, Múnic
- Staatstheater Braunschweig, Braunschweig
- Staatstheater Darmstadt, Darmstadt
- Staatstheater Kassel, Kassel
- Staatstheater Mainz, Mainz
- Staatstheater Nürnberg, Nuremberg
- Staatstheater Stuttgart, Stuttgart
- Theater Bonn, Bonn
- Theater Bremen, Bremen
- Theater Dortmund, Dortmund
- Theater Duisburg, Duisburg
- Theater Erfurt, Erfurt
- Theater Lübeck, Lübeck
- Theater Ulm, Ulm

### Anglaterra

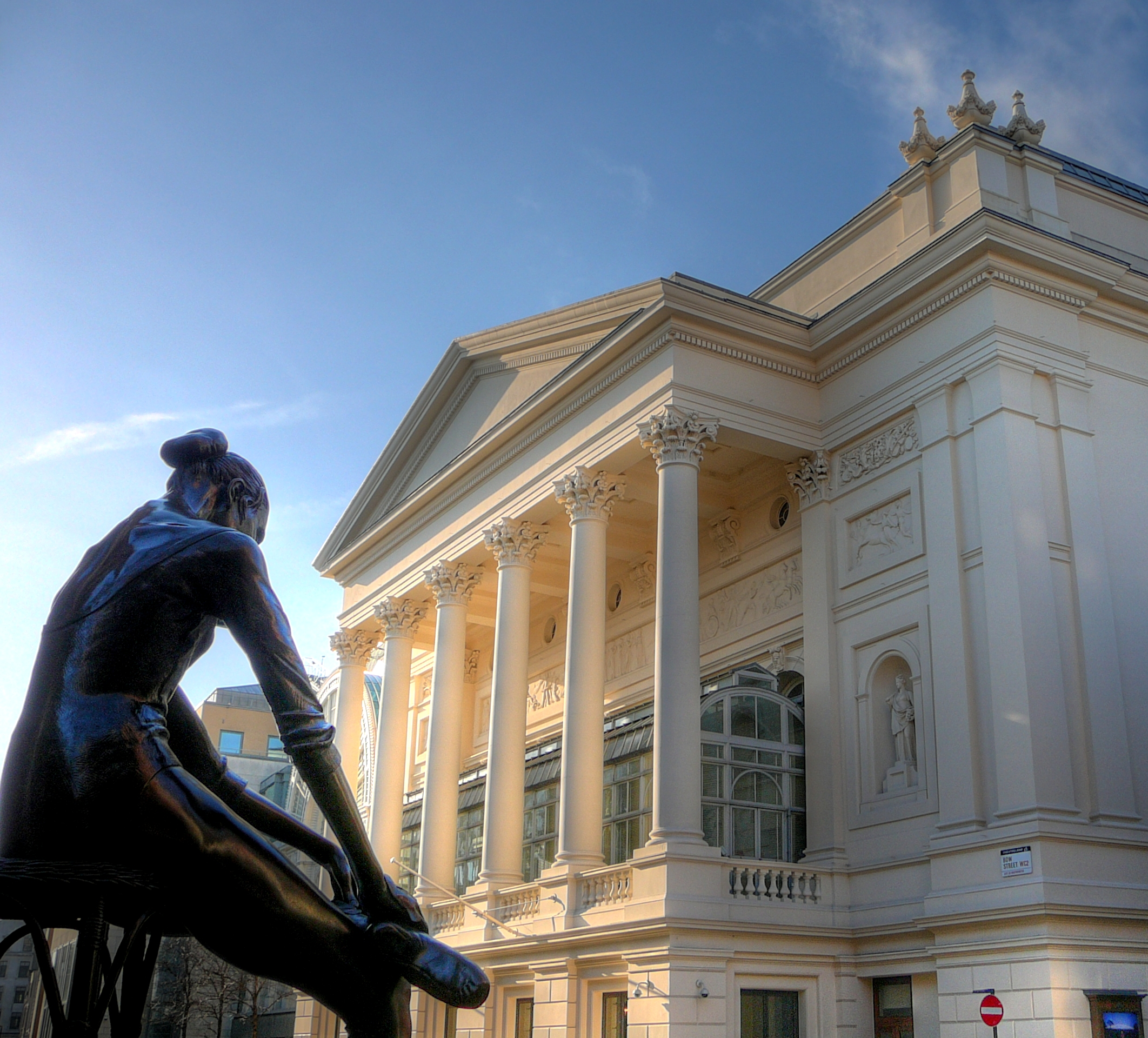
Royal Opera House, Londres

- Buxton Opera House, (Buxton Festival i Festival International Gilbert i Sullivan), Buxton
- Coliseum Theatre (English National Opera), Londres
- Glyndebourne (Glyndebourne Festival Opera), East Sussex
- Grand Theatre (Opera North), Leeds
- Her Majesty's Theatre, Londres
- The Lowry Centre (Opera North), Manchester
- Royal Opera House, Covent Garden, Londres
- Sadler's Wells Theatre, Londres
- Grange Park Opera, Hampshire

### Àustria
- Grazer Oper, Graz
- Großes Festspielhaus, Salzburg
- Theater Klagenfurt, Klagenfurt
- Schönbrunn Schlosstheater, Viena

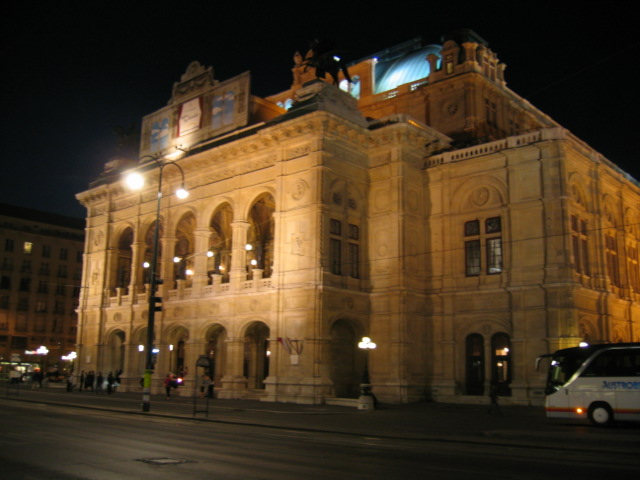
Wiener Staatsoper

- Volksoper Wien Òpera popular de Viena
- Neue Oper Wien, Viena
- Theater an der Wien, Viena, teatre històric de l'època de Mozart.
- Wiener Kammeroper Òpera de cambra Viena
- Theater am Kärntnertor (Òpera de la Cort), Viena
- Wiener Staatsoper Òpera de l'Estat a Viena

### Armènia
- Òpera d'Erevan, Erevan

### Azerbaidjan

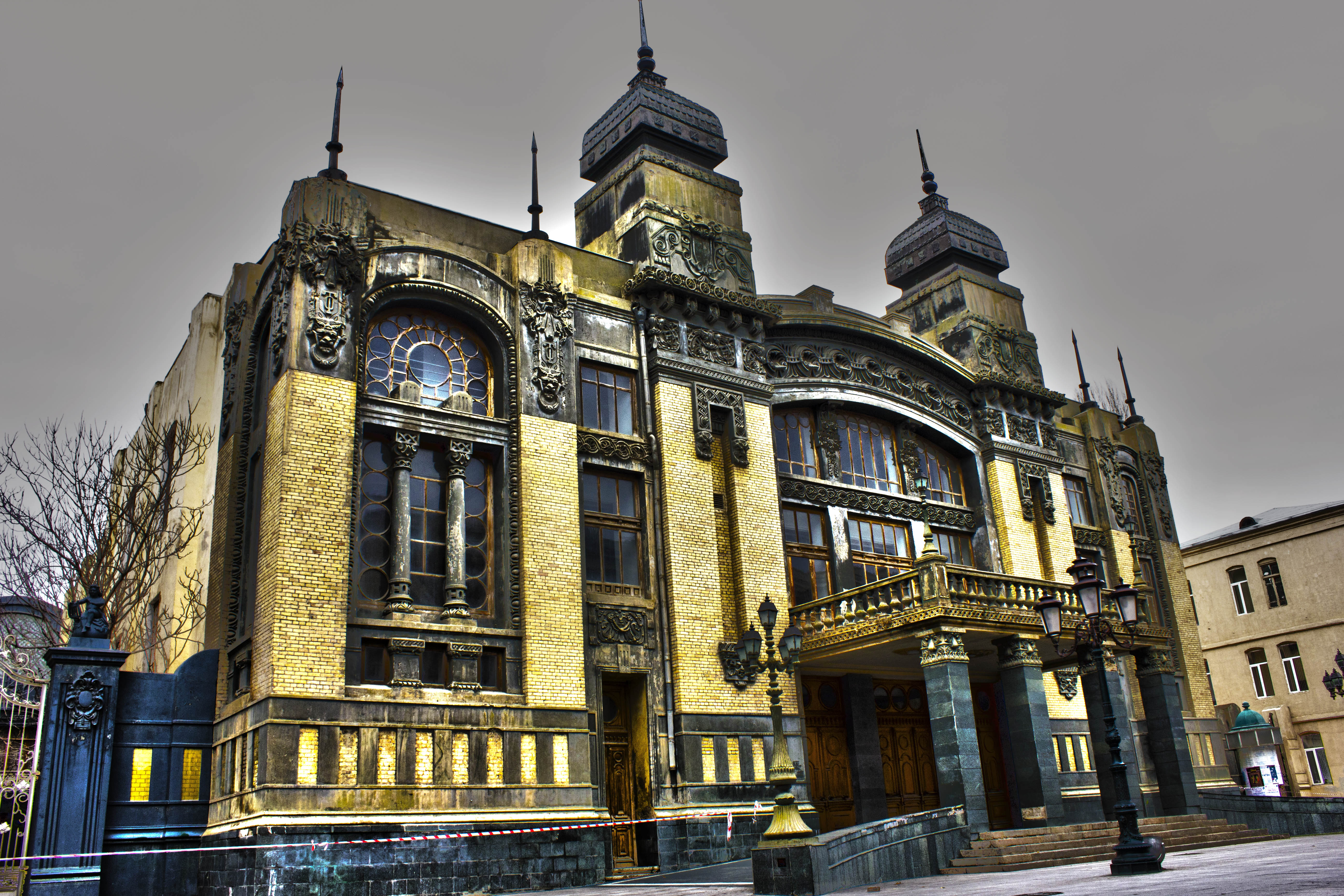
Teatre d'Òpera i Ballet Acadèmic Estatal de l'Azerbaidjan

- Teatre d'Òpera i Ballet Acadèmic Estatal de l'Azerbaidjan, Bakú

### Bèlgica

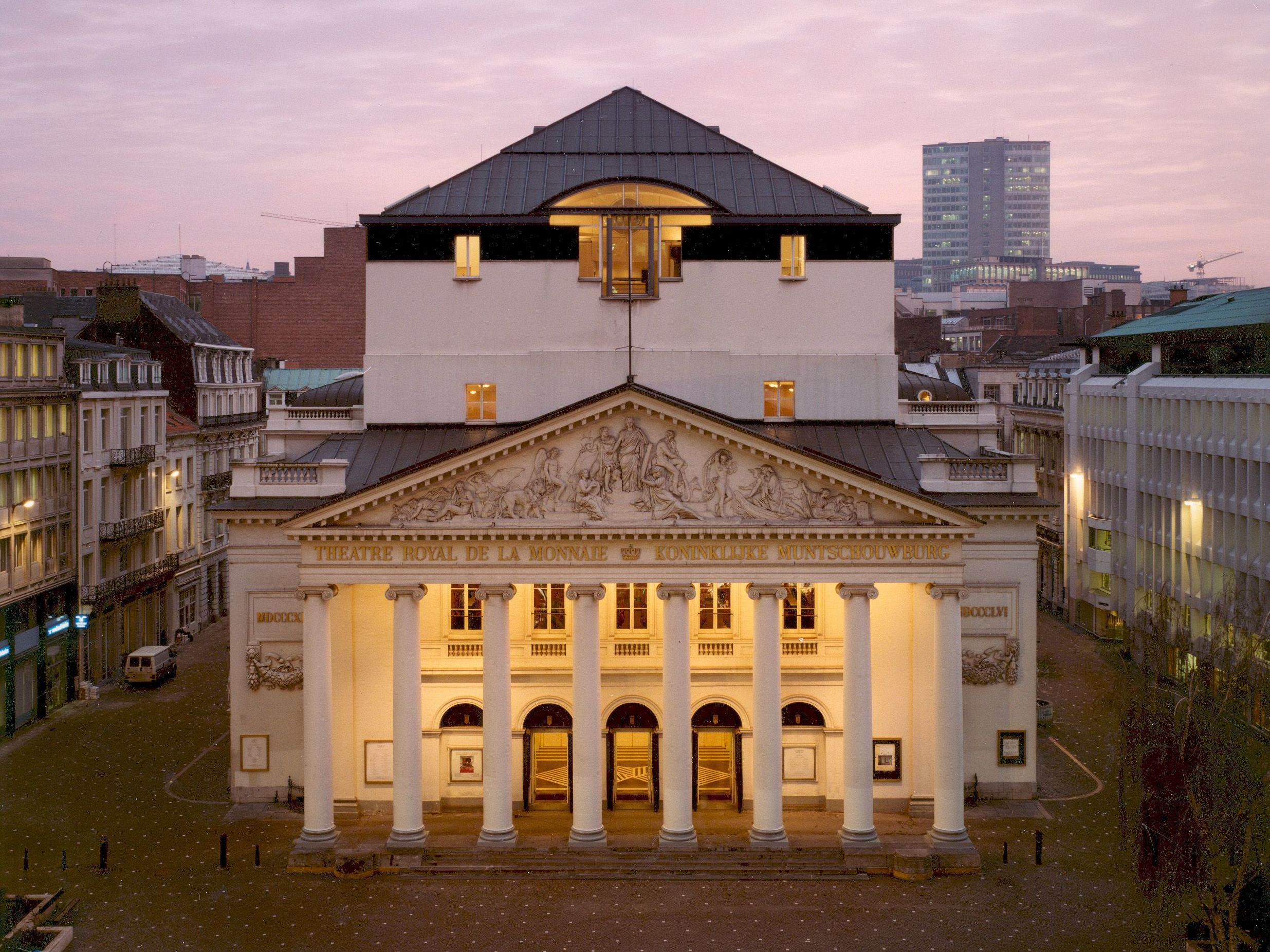
Façana del teatre De Munt/La Monnaie, Brussel·les

- De Munt/La Monnaie, Brussel·les
- Opéra Royal de Wallonie, Lieja
- Vlaamse Opera, Anvers
- Vlaamse Opera, Gant

### Bòsnia i Hercegovina
- Narodno pozorište (Teatre Nacional), Sarajevo

### Bulgària
- National Opera and Ballet, Sofia
- Varna Opera Theatre, Varna
- State Opera Stara Zagora, Stara Zagora
- Plòvdiv Opera Theatre, Plòvdiv
- Bourgas Opera Theatre, Bourgas
- Rousse State Opera, Rousse

### Croàcia

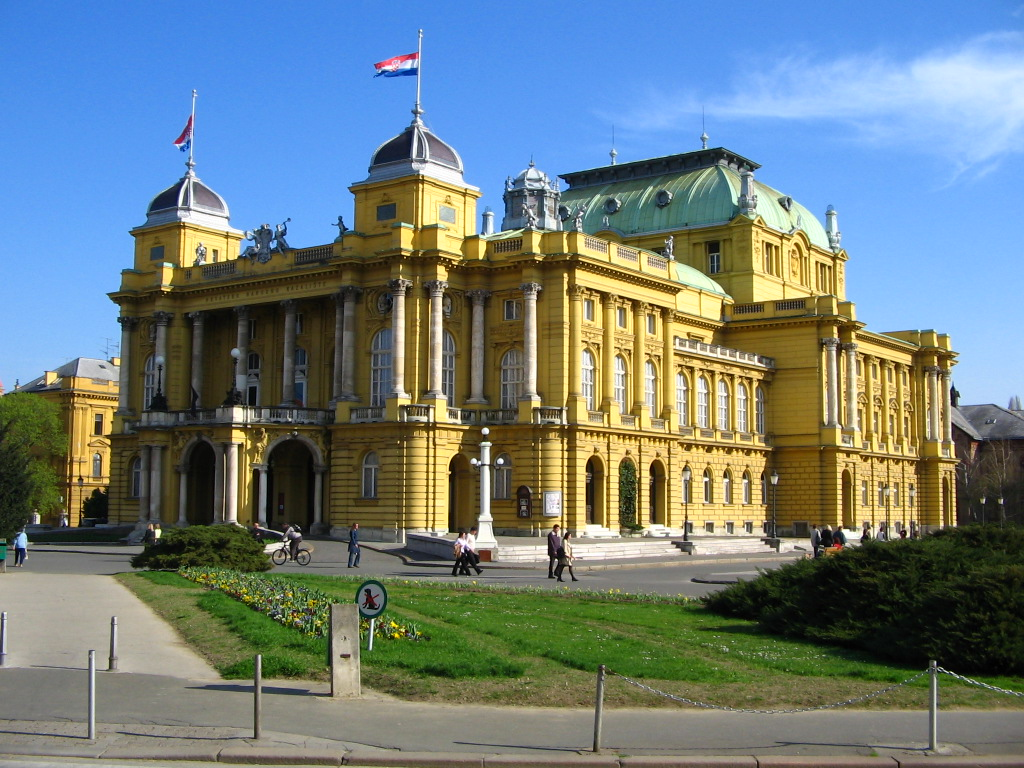
Teatre Nacional Croata (HNK) de Zagreb

- Hrvatsko narodno kazalište u Zagrebu (Teatre Nacional Croata de Zagreb), Zagreb[9]
- Hrvatsko narodno kazalište u Splitu (Teatre Nacional Croata de Split), Split[10]
- Hrvatsko narodno kazalište Ivana pl Zajca Rijeka (Teatre Nacional Croata Ivan Zajc), Rijeka[11]
- Hrvatsko narodno kazalište u Osijieku (Teatre Nacional Croata d'Osijiek), Osijek[12]
- Hrvatsko narodno kazalište u Varaždinu (Teatre Nacional Croata de Varaždin), Varaždin[13]

### Dinamarca
- Operaen L'Òpera, Copenhaguen

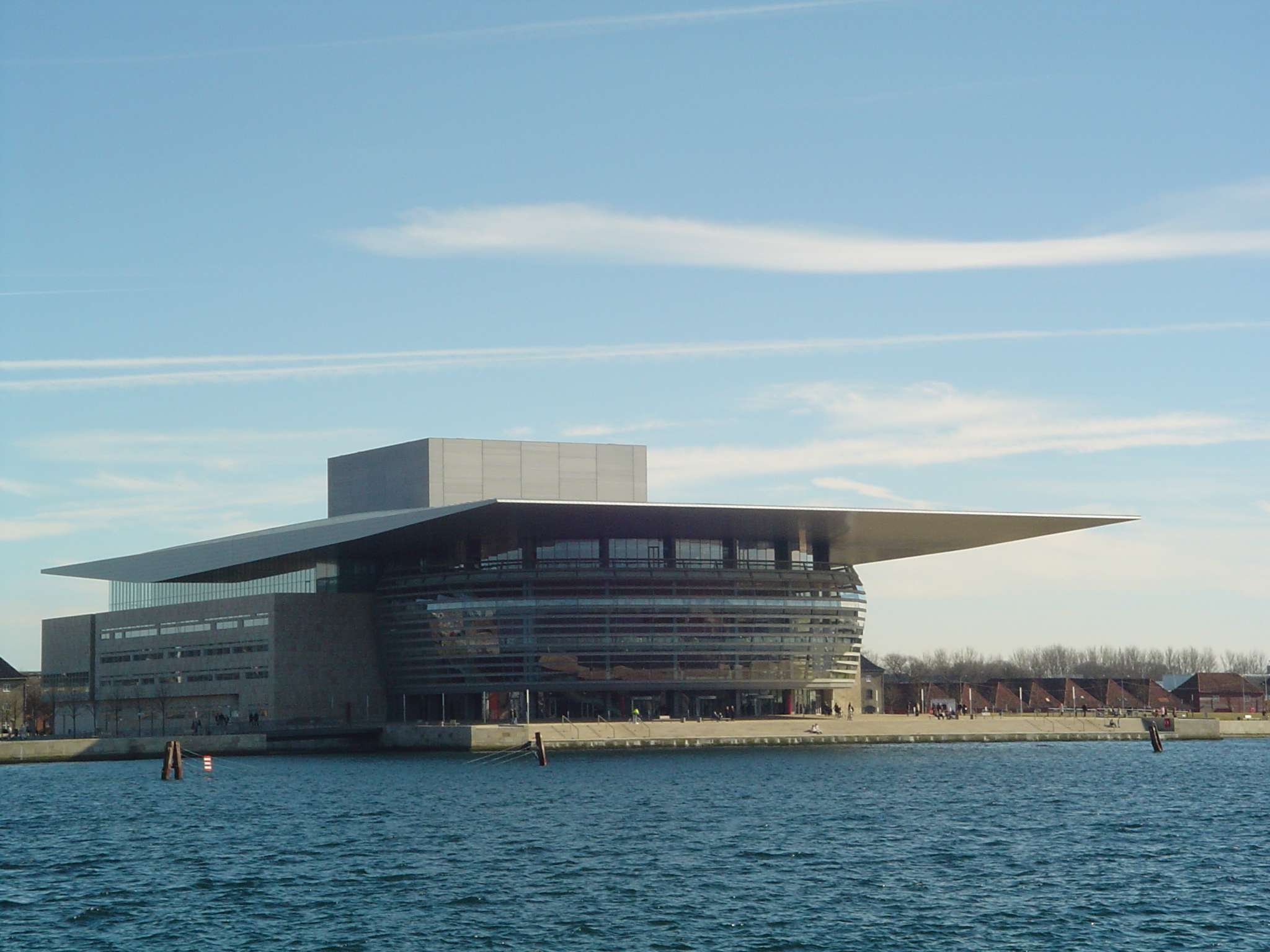
L'Òpera de Copenhaguen 2005

- Det Kongelige Teater Teatre Reial, Copenhaguen

### Escòcia
- Festival Theatre, Edimburg
- Theatre Royal, Glasgow (Scottish Opera), Glasgow

### Eslovàquia
- Teatre Nacional Eslovac, Bratislava
- Òpera Estatal de Banská Bystrica, Banská Bystrica
- Teatre Estatal de Košice, Košice

### Eslovènia
- Òpera de Ljubljana, Ljubljana

### Espanya
- Gran Teatre del Liceu, Barcelona
- Teatro Real, Madrid
- Euskalduna Jauregia (Palau Euskalduna), Bilbao
- Palau de l'Òpera, la Corunya
- Teatro Campoamor, Oviedo
- Teatre de la Maestranza, Sevilla
- Teatro de la Zarzuela, Madrid
- Teatro Arriaga, Bilbao
- Auditori Kursaal, Sant Sebastià

### Estònia
- Òpera Nacional Estoniana, Tallinn

### Finlàndia
- Kansallisooppera (Òpera Nacional Finlandesa), Hèlsinki
- Aleksanterin Teatteri, Hèlsinki

### França

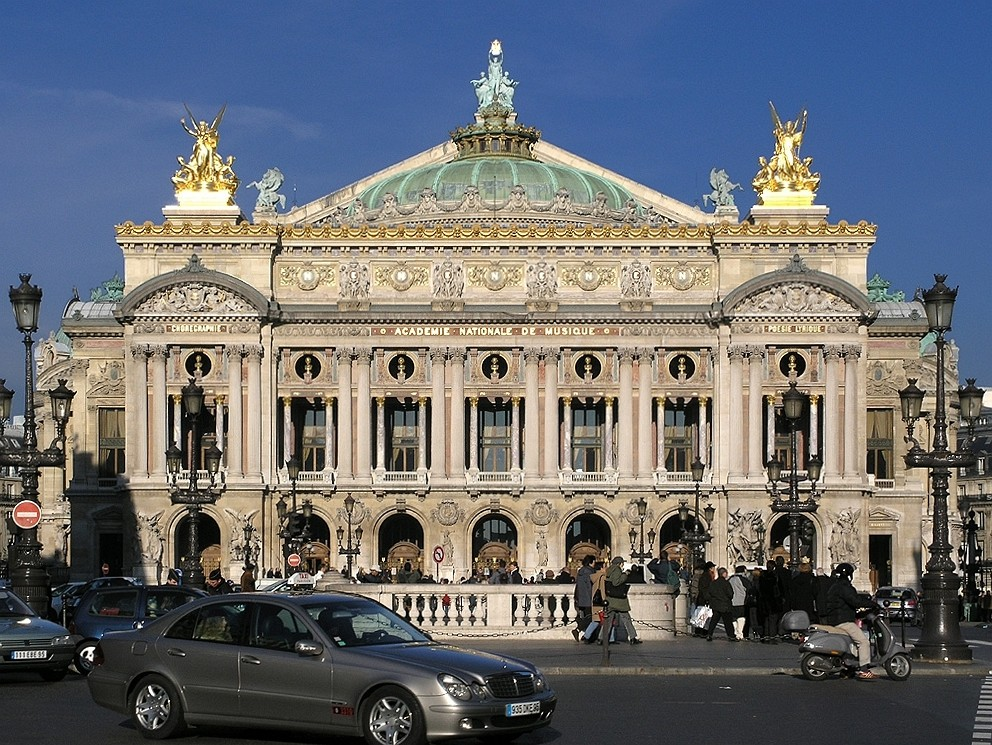
El Palau Garnier, París

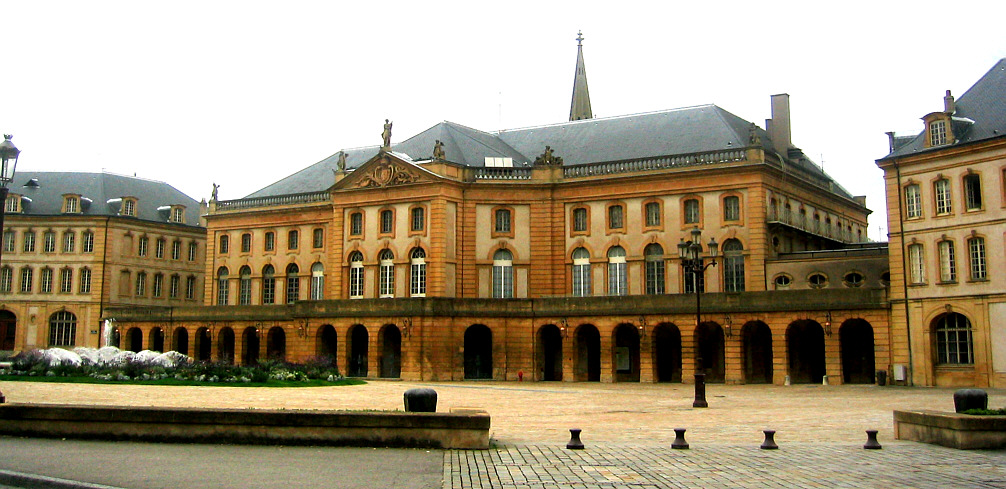
Teatre de Metz, el més antic de França

- Auditorium de Dijon, Dijon (Opéra de Dijon)
- Grand Théâtre, Dijon (Opéra de Dijon)
- Grand Théâtre, Angers
- Grand Théâtre, Bordeus
- Nouvel Opéra, Lió
- Opéra Bastille, París
- Opéra-théâtre d'Avignon, Avinyó
- Opéra Théâtre de Besançon, Besançon
- Opéra-Comique, París
- Opéra de Lille, Lilla
- Opéra Théâtre de Limoges, Llemotges
- Opéra national de Lorraine, Nancy
- Opéra de Marseille, Marsella
- Opéra de Nice, Niça
- Opéra national du Rhin, Estrasburg
- Opéra de Rennes, Rennes
- Opéra de Rouen, Rouen
- Opéra Royal du Château de Versailles, Versalles
- Opéra-théâtre de Saint-Étienne, Saint-Étienne
- Opéra-Théâtre de Metz, Metz
- Opéra de Toulon, Toló
- Opéra de Tours, Tours
- Opéra et Orchestre National de Montpellier Languedoc-Roussillon, Montpeller
- Palais Garnier, París
- Théâtre du Capitole, Tolosa de Llenguadoc
- Théâtre du Châtelet, París
- Théâtre Graslin, Nantes
- Théâtre Lyrique, París

### Gal·les

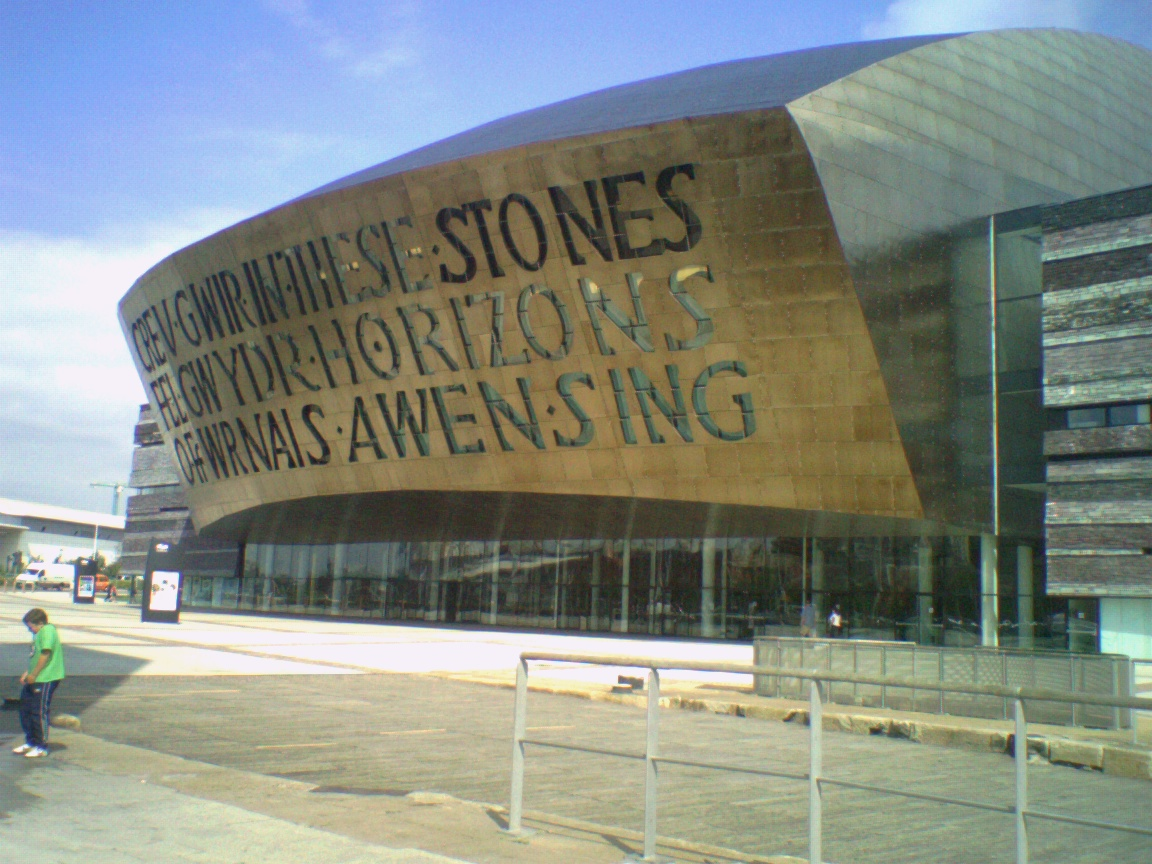
El Canolfan Mileniwm Cymru (Wales Millennium Centre)

- Canolfan Mileniwm Cymru (Wales Millennium Centre) (Welsh National Opera), Cardiff

### Geòrgia

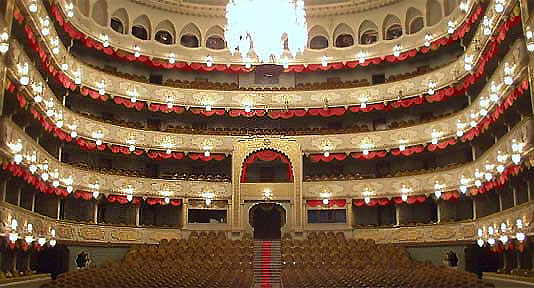
Teatre d'Òpera i Ballet de Tbilissi

- Teatre d'Òpera i Ballet de Tbilissi, Tbilisi

### Grècia
- Òpera Nacional Grega, Atenes
- Sala de Concerts d'Atenes, Atenes
- Teatre Pallas, Atenes

### Hongria
- Budapesti Operettszínház, Budapest
- Erkel Színház, Budapest
- Magyar Állami Operaház, Budapest

### Islàndia
- Íslenska Óperan (Òpera Islandesa), Reykjavík[14]

### Irlanda
- Cork Opera House, Cork
- Theatre Royal, tancat el 2005, Wexford
- National Opera House, Wexford

### Irlanda del Nord
- Grand Opera House, Belfast

### Itàlia
- Arena di Verona, Verona
- Sferisterio, Macerata
- Teatro degli Arcimboldi, Milà
- Teatro Petruzzelli, Bari (Pulla)
- Teatro alla Scala, La Scala, Milà
- Teatro Argentina, Roma
- Teatro Alfieri, Asti
- Teatro Carignano, Torí
- Teatro Carlo Felice, Gènova
- Teatro Civico, Sàsser
- Teatro Civico, Tortona
- Teatro Comunale, Alessandria

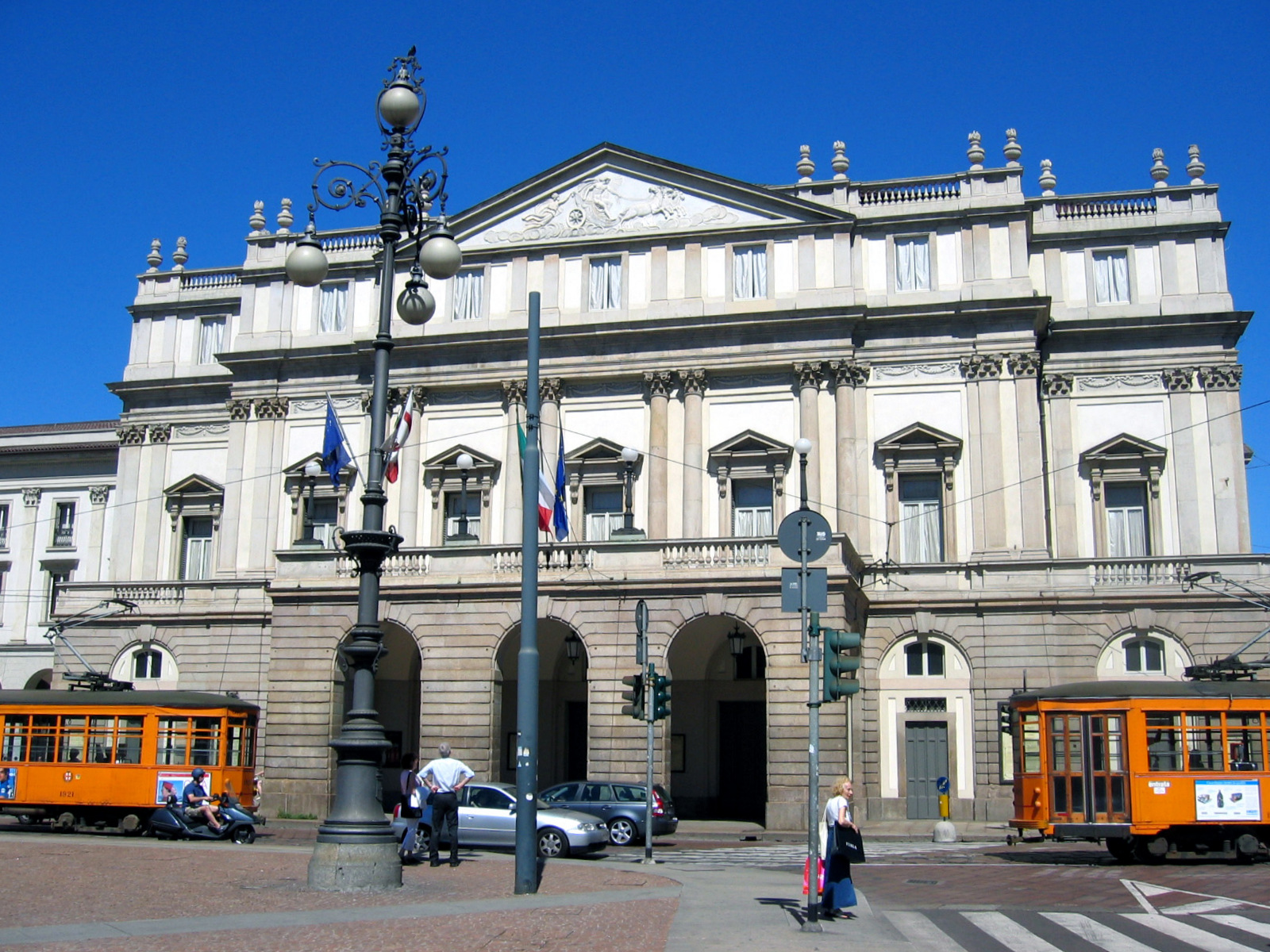
La Scala, Milà

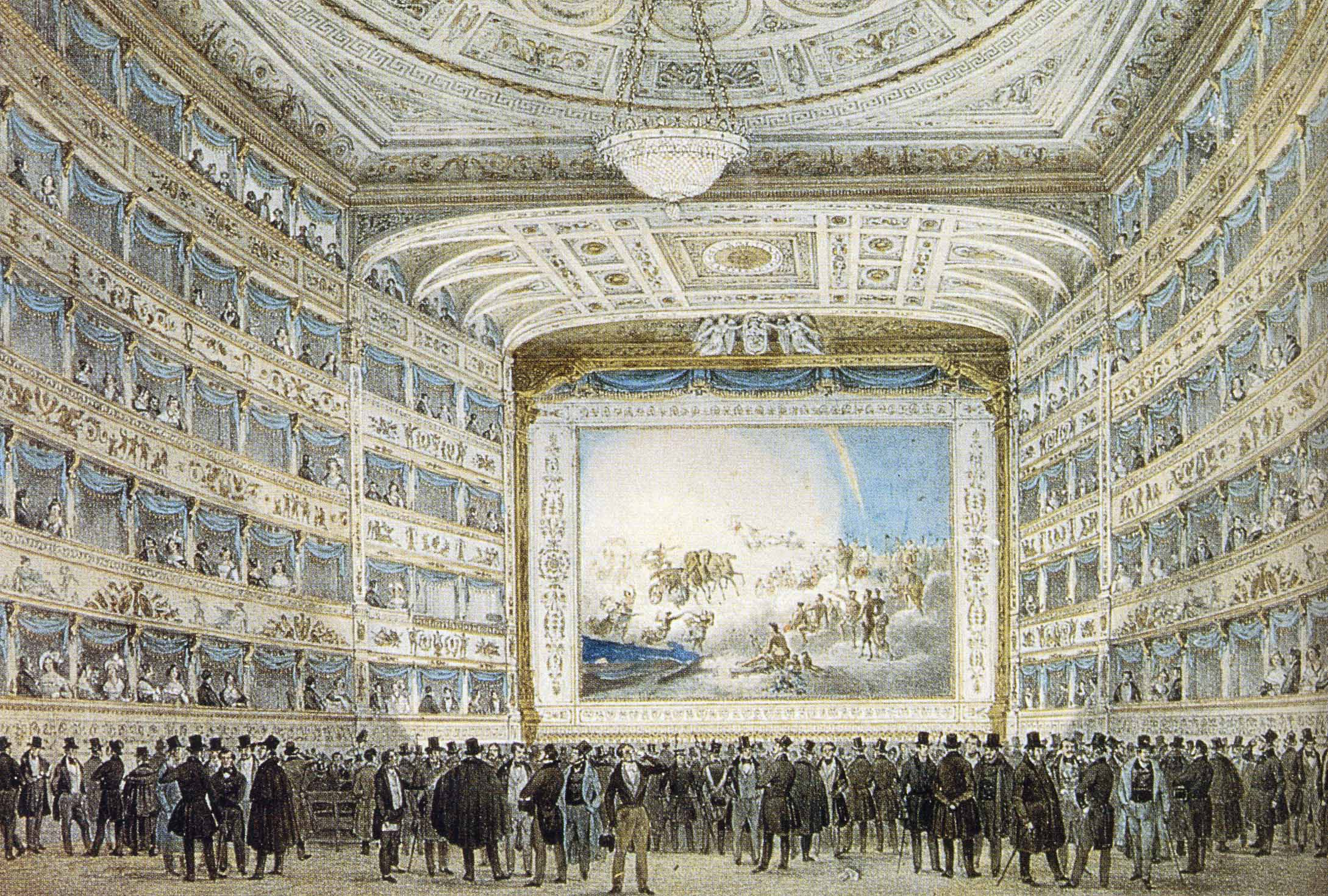
Interior de La Fenice (Venècia) el 1837

- Teatro Comunale Alighieri, Ravenna
- Teatro Comunale, Bolonya
- Teatro Comunale, Ferrara
- Teatro Comunale, Florència
- Teatro G. B. Pergolesi, Jesi
- Teatro Comunale, Mòdena
- Teatro Amilcare Ponchielli, Cremona
- Teatro della Pergola, Florència
- Teatro Donizetti, Bèrgam
- Teatro La Fenice, Venècia
- Teatro Lirico Giuseppe Verdi, Trieste
- Teatro Filarmonico, Verona
- Teatro Fraschini, Pavia
- Teatro Francesco Cilea, Reggio de Calàbria
- Teatro Giuseppe Verdi, Busseto
- Teatro della Gran Guardia, Liorna
- Teatro Grande, Brescia
- Teatro Lirico, Milà
- Teatro Lirico, Càller
- Teatro Malibran, Venice
- Teatro Massimo, Palerm
- Teatro Massimo Bellini, Catània
- Teatro Municipale, Piacenza
- Teatro Municipale Valli, Reggio Emilia
- Teatro dell'Opera di Roma, Roma
- Teatro Politeama, Lecce
- Teatro Regio Ducal, Milan (destruït el 1776 per construir el Teatro alla Scala)
- Teatro Regio di Parma, Parma
- Teatro Regio di Torino, Torí
- Teatro Rossini, Lugo
- Teatro Rossini, Pesaro
- Teatro di San Carlo, Nàpols
- Teatro Sociale, Como

### Letònia

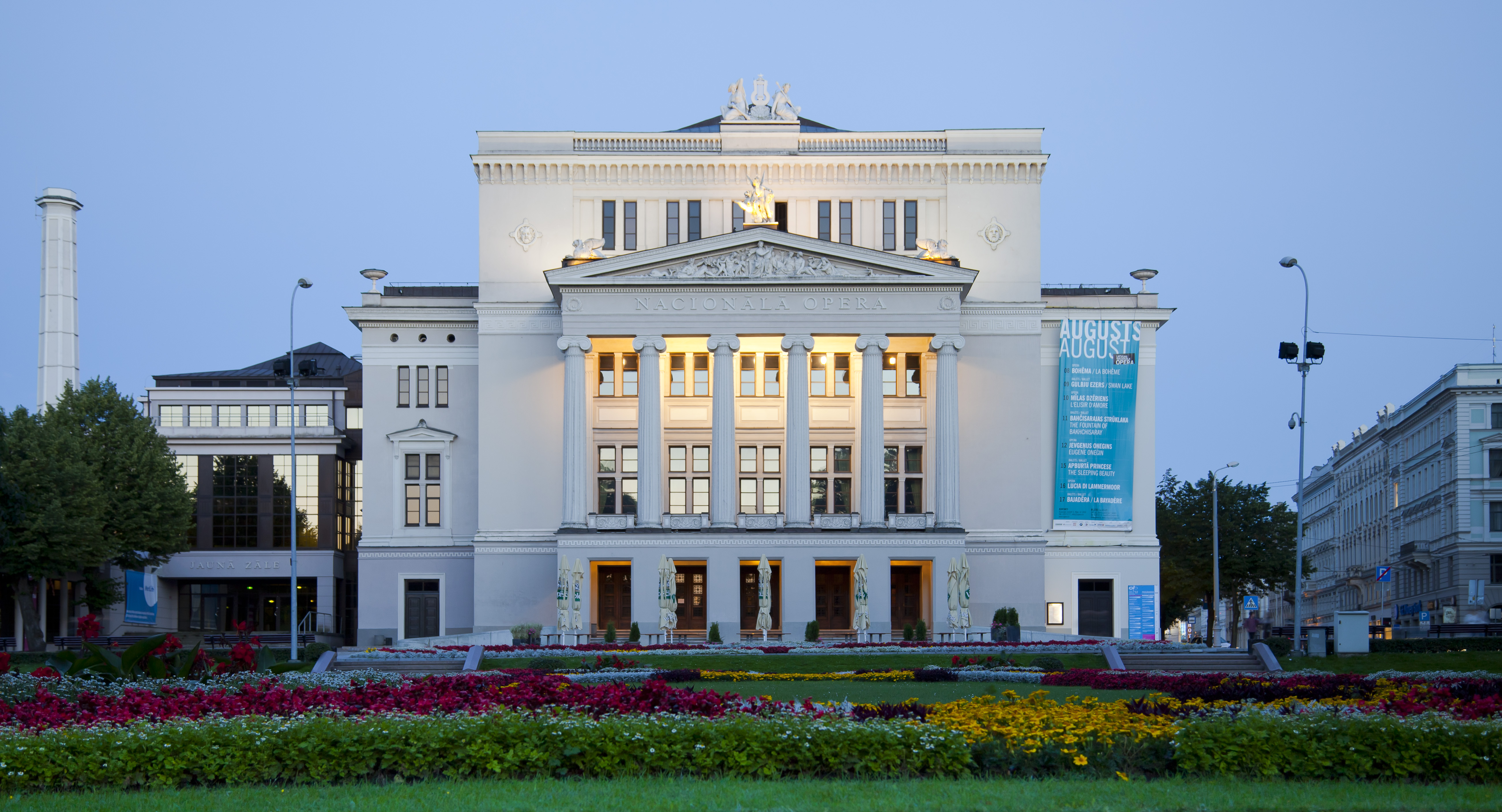
LNO, Latvijas Nacionālā Opera, Riga

- Òpera Nacional de Letònia (LNO, Latvijas Nacionālā Opera), Riga

### Lituània
- Teatre Nacional d'Òpera i Ballet de Lituània (Lietuvos nacionalinis operos ir baleto teatras), Vílnius

### Malta
- Royal Opera House (destruït), Valletta
- Manoel Theatre, Valletta

### Moldàvia
- Teatre Nacional d'Òpera i Ballet de Moldàvia, Chişinău

### Mònaco
- Opéra de Monte-Carlo, Montecarlo, Mònaco

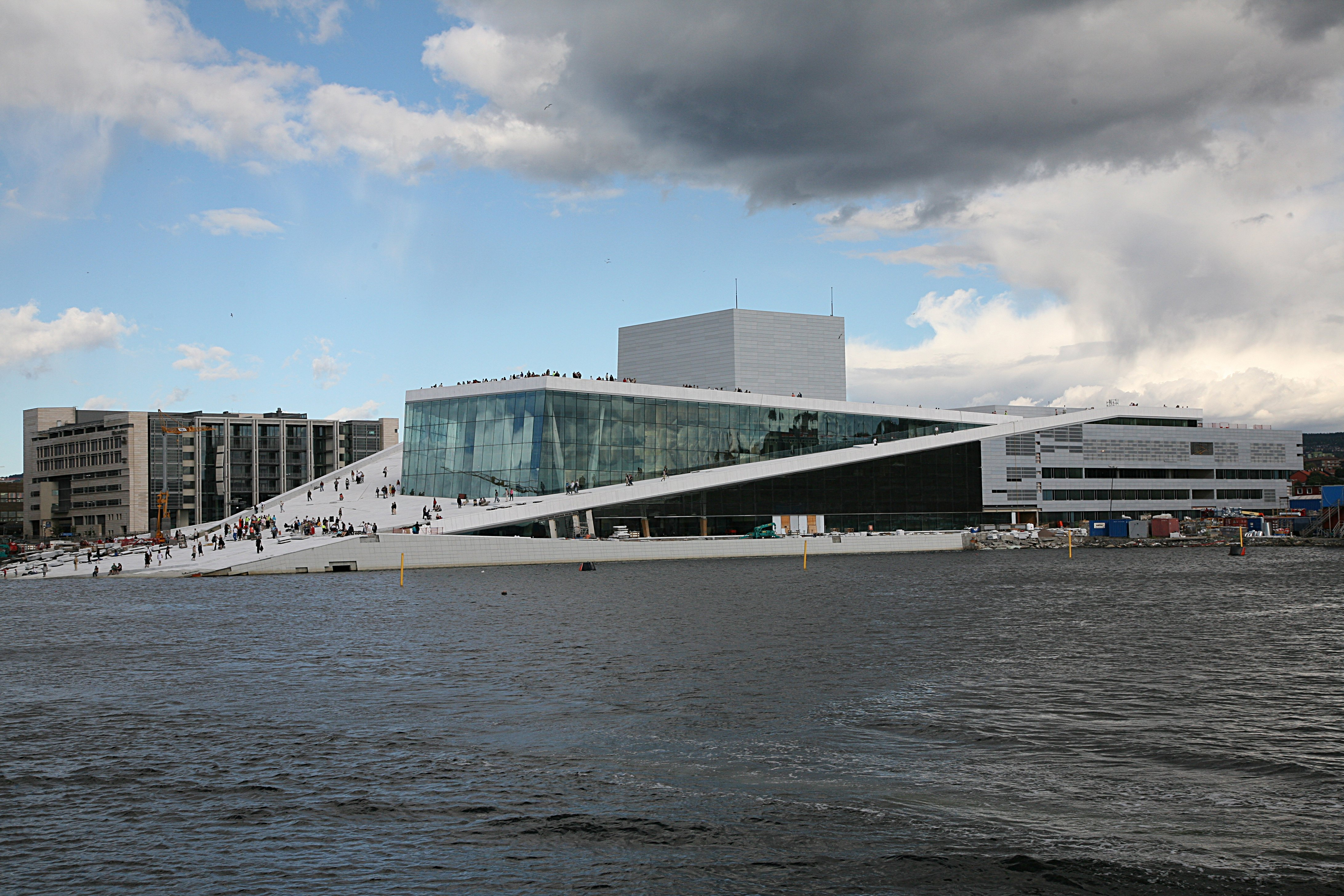
Operahuset, Oslo

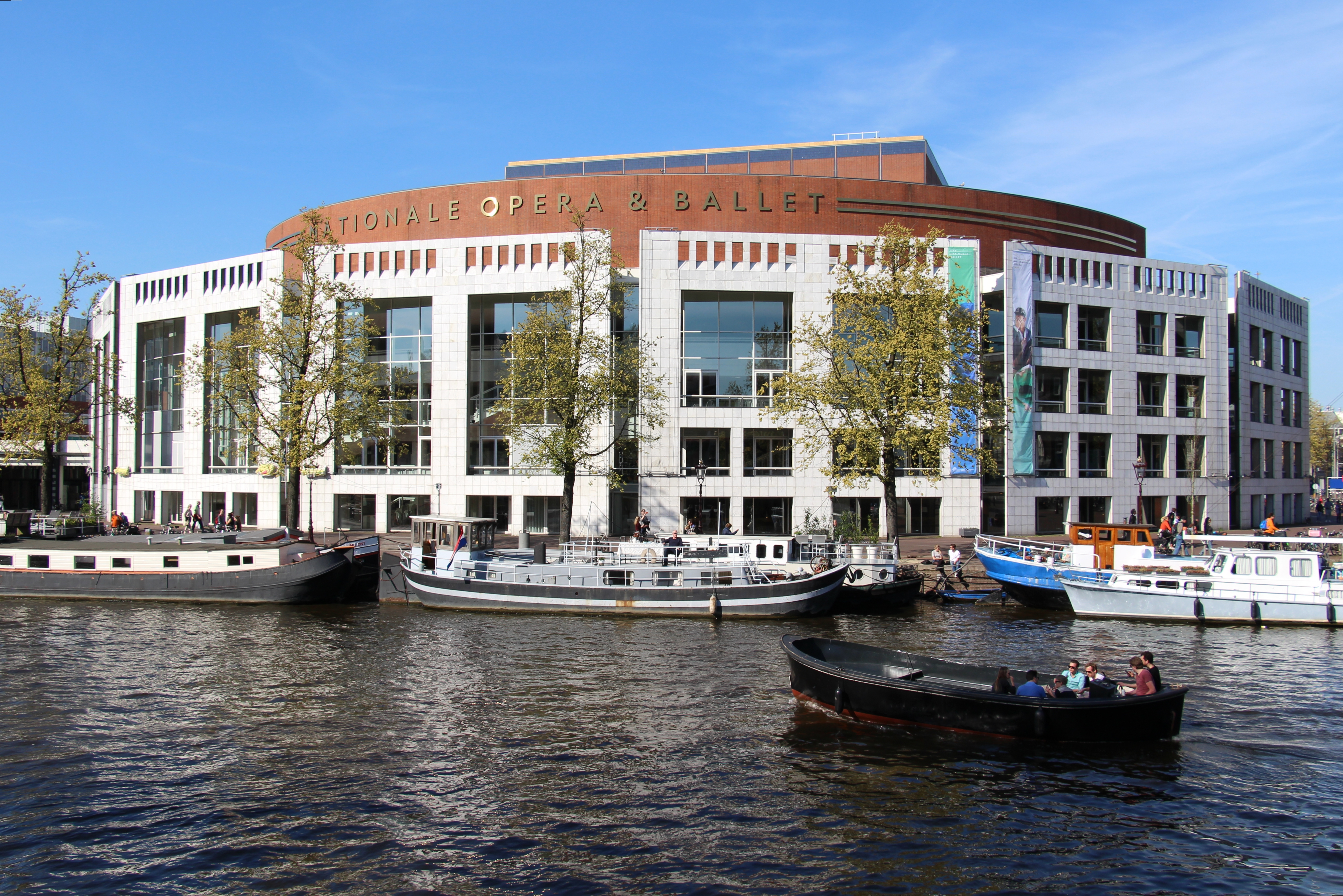
Stopera, Amsterdam

### Noruega
- Den Norske Opera (Òpera de Noruega), també anomenada Operaen o Operahuset, Oslo
- Folketeateret, actualment dedicat a musicals, Oslo

### Països Baixos
- Muziektheater Stopera, Amsterdam

### Països Catalans
- Gran Teatre del Liceu, Barcelona

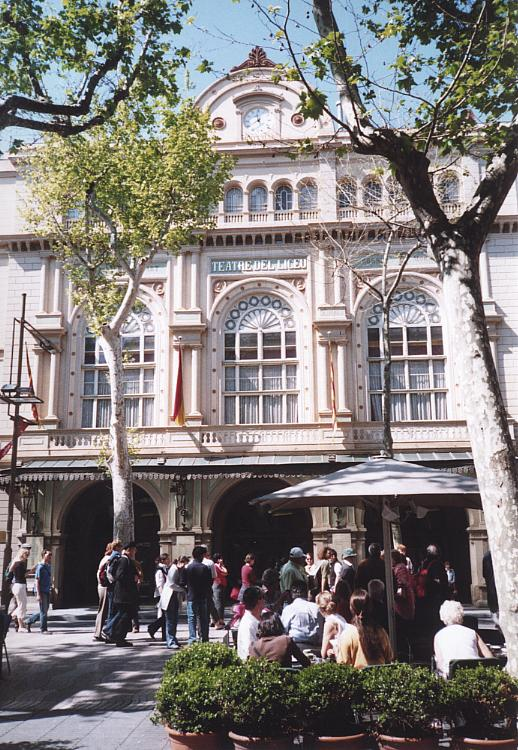
Façana del Gran Teatre del Liceu

- Teatre La Faràndula (Amics de l'Òpera de Sabadell), Sabadell
- Palau de les Arts Reina Sofia, València
- Teatre Principal de Maó, Maó

### Polònia

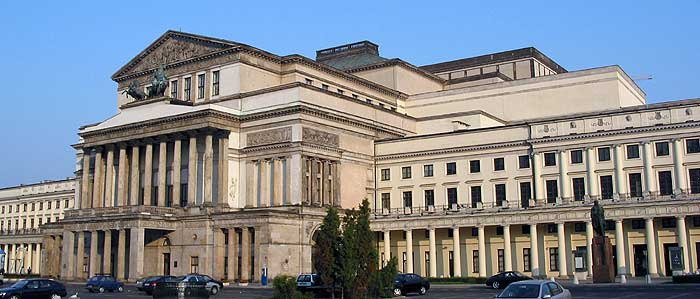
El Teatr Wielki de Varsòvia,restaurat

- Gran Teatre de Varsòvia (Teatr Wielki), Varsòvia
- Opera Bałtycka (Òpera del Bàltic), abans Òpera Estatal del Bàltic, Gdańsk
- Opera Krakowska (Òpera de Cracòvia), Krakow
- Krakowska Opera Kameralna (Òpera de Cambra de Cracòvia), Krakow
- Opera Nova, Bydgoszcz
- Opera Śląska (Òpera de Silèsia), Bytom
- Teatr Wielki w Łodzi (Gran Teatre de Łódź), Łódź
- Teatr Wielki im. Stanisława Moniuszki (Gran Teatre Stanisław Moniuszko), Poznań
- Opera na Zamku (Òpera al Castell), Szczecin
- Opera Podlaska, Białystok
- Warsaw Chamber Opera, Varsòvia
- Wrocław Opera House, Wrocław

### Portugal

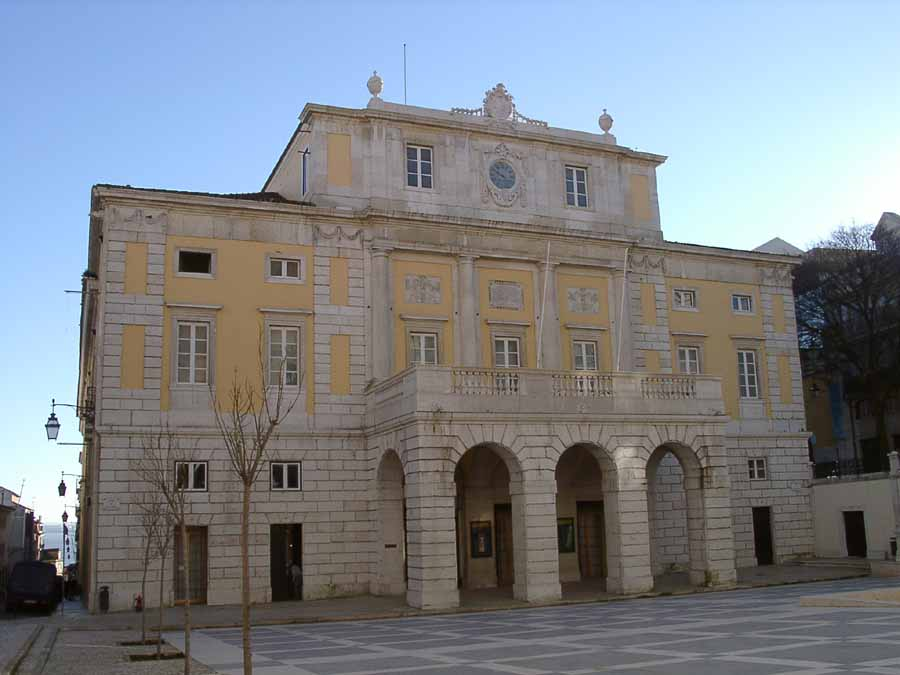
Façana principal del Teatro São Carlos, Lisboa.

- Teatro Nacional de São Carlos, Lisboa
- Casa da Musica, Porto

### República Txeca
- Teatre Nacional de Brno (Teatre Mahen, Mahenovo divadlo), Brno
- Teatre Janáček (Janáčkovo divadlo), Brno
- Teatre Nacional de Praga (Národní Divadlo), Praga
- Òpera de l'Estat de Praga (Státní opera Praha), Praga
- Teatre dels Estats (Stavovské divadlo), Praga
- Teatre Nacional de Moràvia-Silèsia, Ostrava

### Romania
- Òpera Nacional Romanesa, Bucarest
- Teatre Nacional d'Opereta, Bucarest[15]
- Òpera Còmica per a Infants, Bucarest[16]
- Òpera de Brașov, Brașov,[17]
- Òpera Nacional Romanesa de Cluj-Napoca, Cluj-Napoca
- Òpera Nacional Romanesa de Iaşi, Iaşi[18]
- Òpera Nacional Romanesa de Timișoara, Timişoara[19]
- Teatre d'Òpera i Ballet de Constanţa, Constanţa[20]
- Teatre d'Òpera i Ballet de Craiova, Craiova
- Teatre Musical de Galaţi, Galaţi[21]

### Rússia

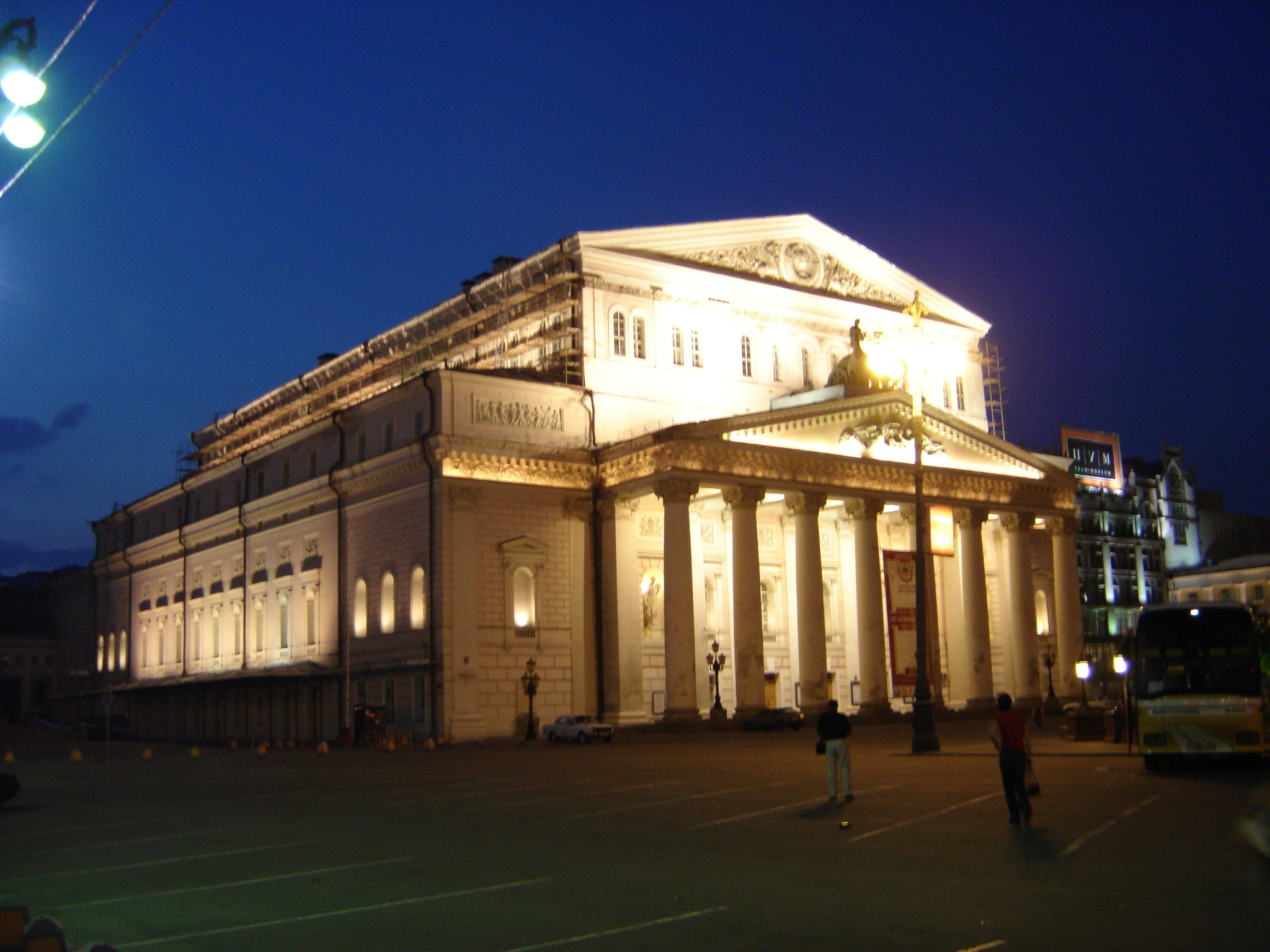
El Teatre Bolxoi, Moscou

- Teatre Estatal d'Òpera i Ballet Baixkir, Ufà
- Teatre Bolxoi, Moscou
- Teatre Estatal d'Òpera i Ballet Txuvaix, Txeboksari
- Teatre d'Òpera i Ballet de Iekaterinburg, Iekaterinburg
- Teatre de Ballet de Konstantin Tachkin, Sant Petersburg
- Teatre d'Òpera i Ballet de Krasnoiarsk, Krasnoiarsk
- Teatre d'Òpera i Ballet de Magnitogorsk, Magnitogorsk
- Teatre Mariïnski, Sant Petersburg
- Helikon-Opera, Moscou
- Mikhaylovsky Theatre, Sant Petersburg
- Teatre d'Opereta de Moscou, Moscou
- Teatre Musical de Cambra Pokrovsky, Moscou
- Teatre Acadèmic Estatal d'Òpera i Ballet Tàrtar Musa Cälil, Kazan
- Nou Teatre d'Òpera Kolobov (Novaya Opera), Moscou
- Teatre d'Òpera i Ballet de Novossibirsk, Novossibirsk
- Teatre Acadèmic Estatal d'Òpera i Ballet Puixkin, Nijni Nóvgorod
- Teatre Acadèmic d'Òpera i Ballet Piotr Ilitx Txaikovski, Perm
- Teatre Acadèmic Estatal d'Òpera i Ballet de Samara, Samara
- Teatre Acadèmic Estatal d'Òpera i Ballet de Saràtov, Saràtov
- Teatre Musical Acadèmic Stanislavsky i Nemirovich-Danchenko, Moscou
- Teatre de Taganrog, Taganrog
- Tsaritsynskaya opera, Volgograd
- Teatre Acadèmic Estatal d'Òpera i Ballet de Vorónej, Vorónej
- Teatre d'Òpera i Ballet de la República de Sakhà - Iakútia, Iakutsk

### Sèrbia
- Teatre Nacional de Sèrbia, Novi Sad
- Teatre Nacional de Belgrad, Belgrad
- Teatre i Òpera Madlenianum, Belgrad

### Suècia

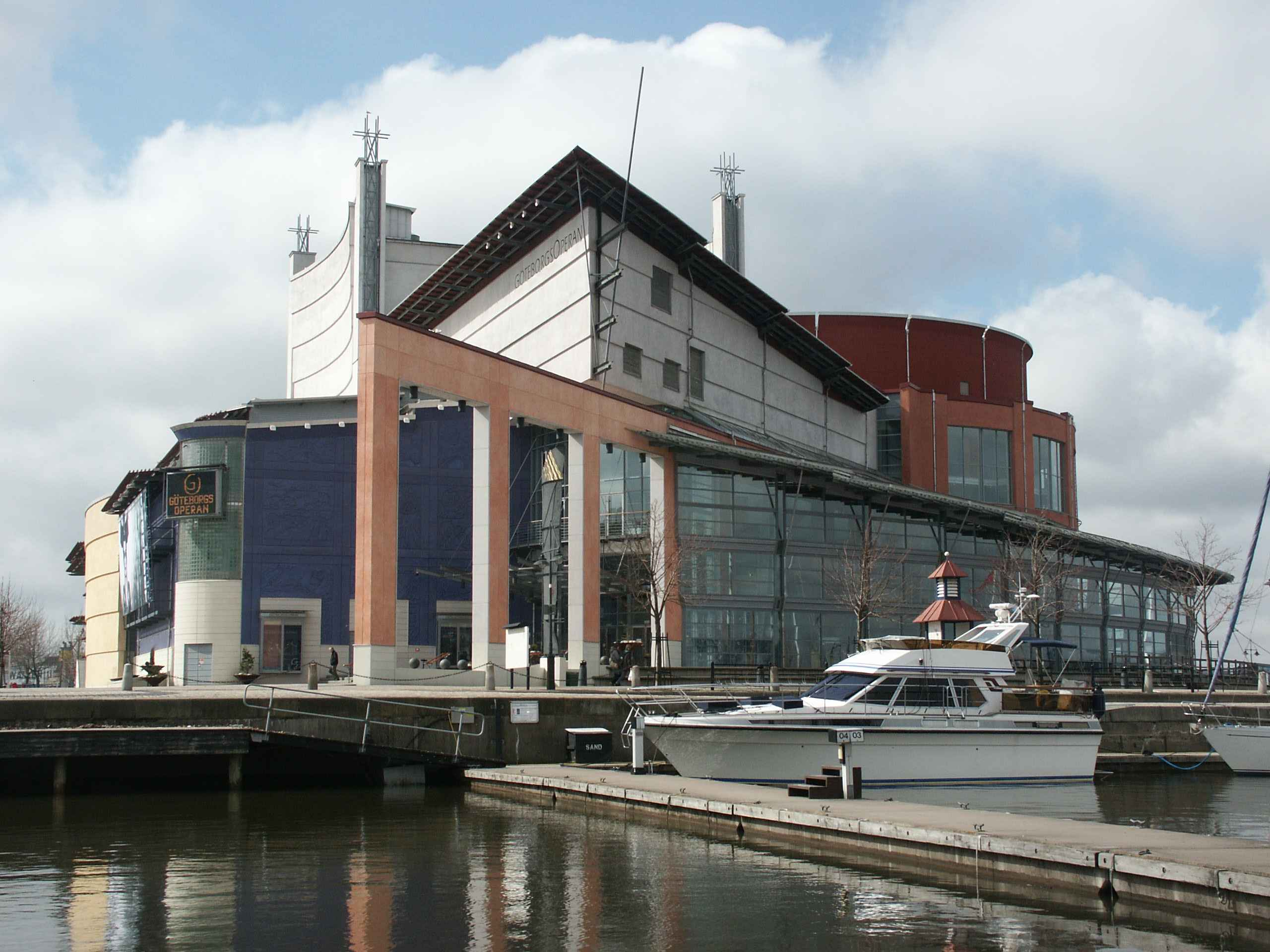
Göteborgsoperan

- Drottningholms Slottsteater, Drottningholm
- Göteborgsoperan, Göteborg
- Kungliga Operan, Estocolm
- Folkoperan, Estocolm
- Malmö Opera och Musikteater, Malmö
- Norrland Opera, Umeå

### Suïssa
- Grand Théâtre de Genève, Ginebra
- Òpera de Zúric, Zúric
- Teatre de Basilea, Basilea
- Teatre de Berna, Berna
- Òpera de l'Estat de Lucerna, Lucerna
- Teatre de Biel, Biel-Solothurn

- Òpera de Lausana, Lausana

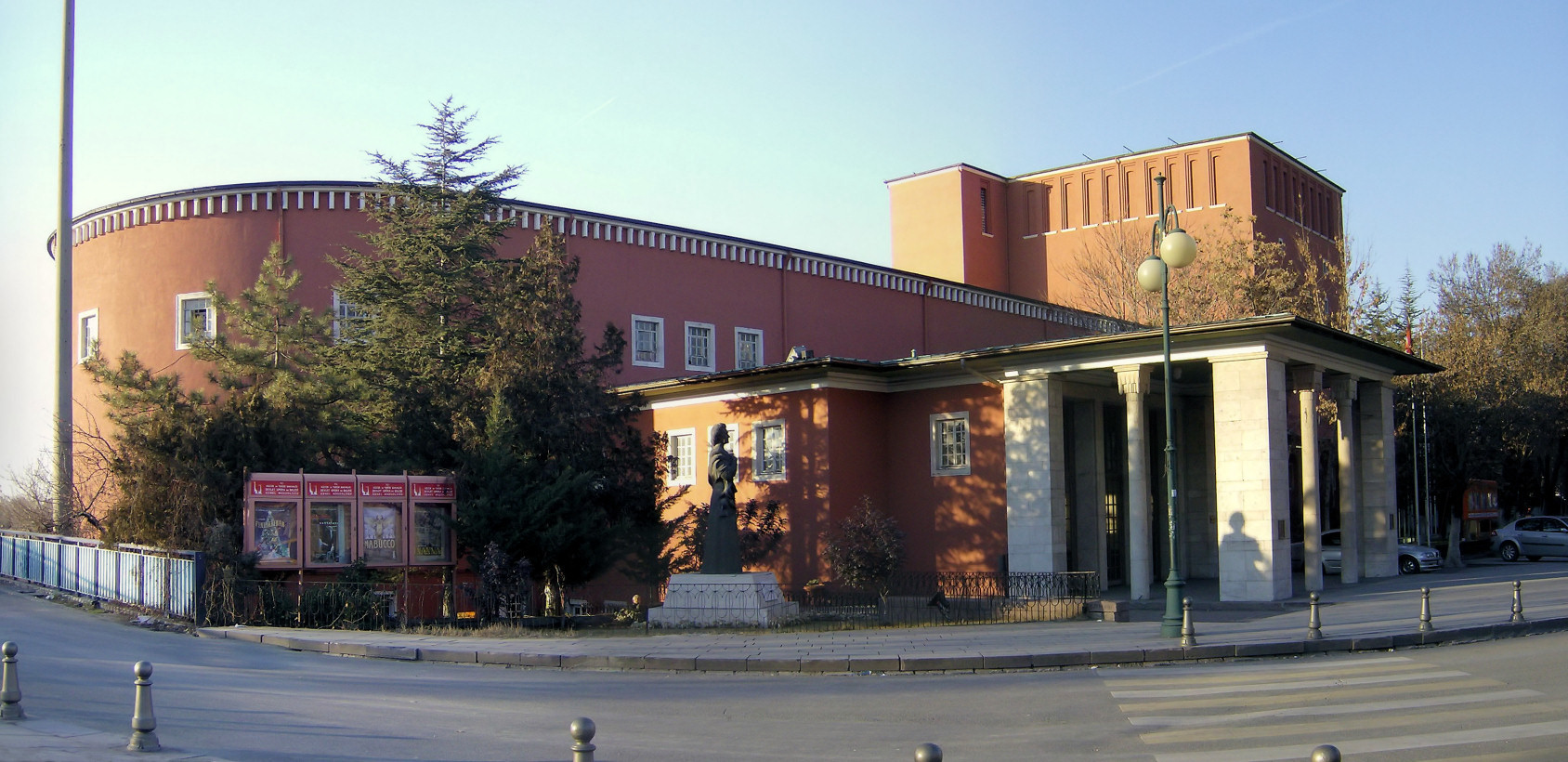
Entranda principal de l'Òpera d'Ankara

- Teatre de Sankt Gallen, Sankt Gallen

### Turquia
- Òpera d'Ankara, Ankara
- Leyla Gencer Sahnesi, Ankara
- Operet Sahnesi, Ankara
- Centre cultural Atatürk, Istanbul
- Òpera d'Esmirna, Elhamra Palace, Esmirna

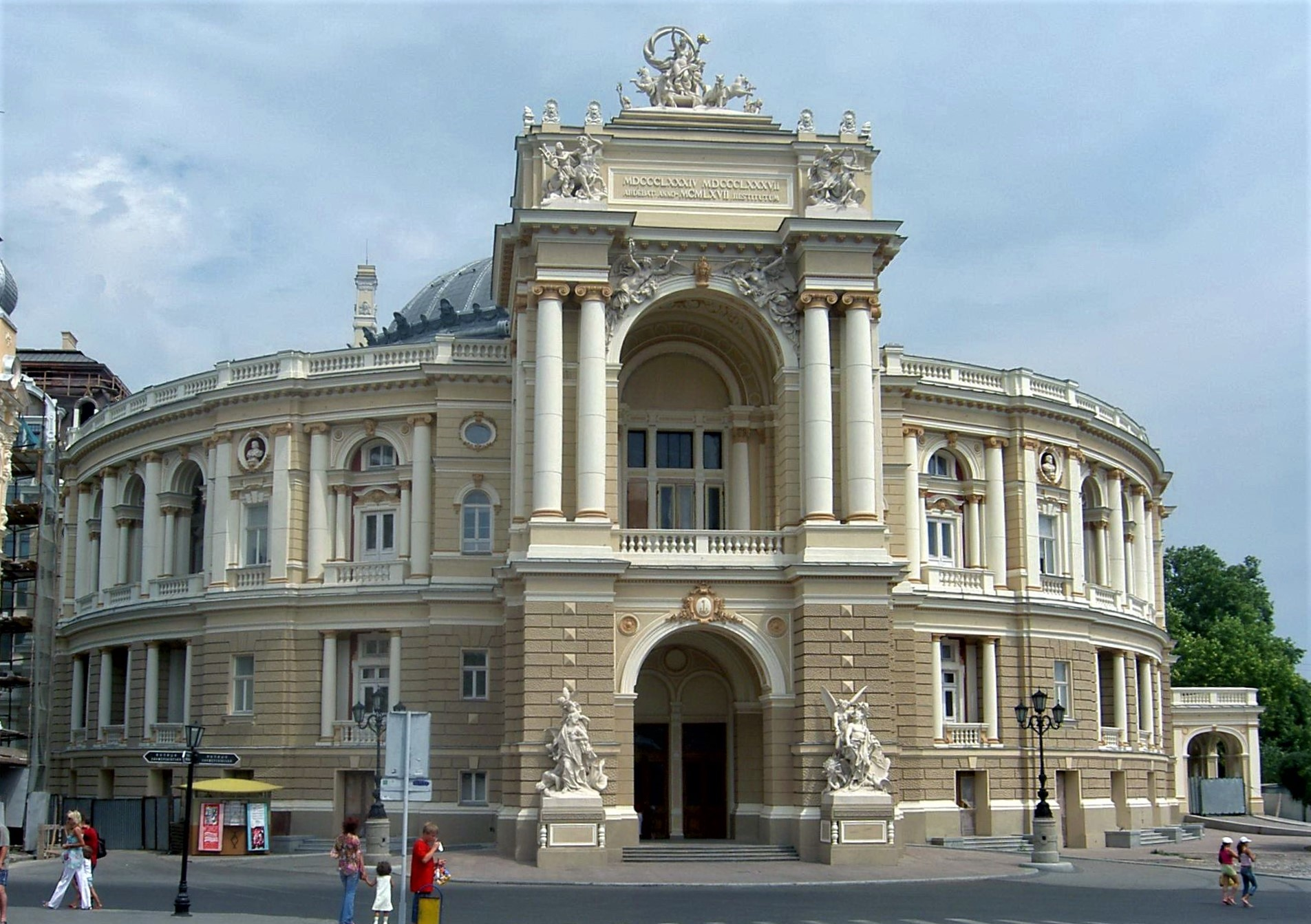
Teatre de l'Òpera d'Odessa.

- Òpera de Mersin, Mersin Halkevi, Mersin
- Òpera d'Antalya, Antalya

### Ucraïna
- Òpera de Kíev, Kíev
- Teatre d'òpera i ballet de Lviv, Lviv[22]
- Teatre d'òpera i ballet d'Odessa, Odessa[23]
- Òpera de Dniprò, Dniprò[24]
- Òpera de Khàrkiv, Khàrkiv[25]
- Òpera de Donetsk, Donetsk[26]